# Boeing 767
O Boeing 767 é uma aeronave americana de fuselagem larga desenvolvida e fabricada pela Boeing. A aeronave foi lançada como programa 7X7 em 14 de julho de 1978, o protótipo voou pela primeira vez em 26 de setembro de 1981 e foi certificado em 30 de julho de 1982. O 767-200 original entrou em serviço em 8 de setembro de 1982, com a United Airlines, e o 767-200ER de alcance estendido em 1984. Foi estendido para o 767-300 em outubro de 1986, seguido pelo 767-300ER em 1988, a variante mais popular. O 767-300F, uma versão cargueira, estreou em outubro de 1995. Foi estendido novamente no 767-400ER a partir de setembro de 2000.
Para complementar o 747, ele tem uma seção transversal, acomodando contêineres de carga LD2 ULD menores. O 767 é o primeiro bijato de fuselagem larga da Boeing, equipado com turbofans General Electric CF6, Rolls-Royce RB211 ou Pratt & Whitney JT9D. Os motores JT9D foram substituídos por motores PW4000. A aeronave possui cauda convencional e asa supercrítica para redução do arrasto aerodinâmico. Seu cockpit de vidro para dois tripulantes, o primeiro para um avião da Boeing, foi desenvolvido em conjunto para o 757 – uma aeronave de corpo estreito, permitindo uma qualificação de tipo de piloto comum. Estudos para um 767 de maior capacidade em 1986 levaram a Boeing a desenvolver o bijato 777, lançado em junho de 1995.
O 767-200 (48,5 metros de comprimento) normalmente acomoda 216 passageiros por 3 900 milhas náuticas (7 200 quilômetros), enquanto o 767-200ER acomoda 181 por 6 590 milhas náuticas (12 200 quilômetros). O 767-300 (54,9 metros de comprimento) normalmente acomoda 269 passageiros com um alcance de 3 900 milhas náuticas (7 200 quilômetros), enquanto o 767-300ER acomoda 218 por 5 980 milhas náuticas (11 070 quilômetros). O 767-300F pode transportar 52,7 toneladas por 3 225 milhas náuticas (6 025 quilômetros), e o 767-400ER (61,37 metros de comprimento) normalmente acomoda 245 passageiros por 5 625 milhas náuticas (10 415 quilômetros). Derivados militares incluem o E-767 para vigilância e os tanques aéreos KC-767 e KC-46.
Inicialmente comercializado para rotas transcontinentais, um afrouxamento das regras ETOPS a partir de 1985 permitiu que a aeronave operasse voos transatlânticos. Um total de 742 dessas aeronaves estavam em serviço em julho de 2018, sendo a Delta Air Lines a maior operadora com 77 aeronaves em sua frota. Desde junho de  2023, a Boeing recebeu 1 392 pedidos de 74 clientes, dos quais 1 280 foram entregues, enquanto os pedidos restantes são para variantes de carga ou petroleiros. Os concorrentes incluem o Airbus A300, A310 e A330-200. Seu sucessor, o 787 Dreamliner, entrou em serviço em 2011.

## Desenvolvimento

### Pano de fundo
Em 1970, o 747 entrou em serviço como o primeiro jato de fuselagem larga com uma fuselagem larga o suficiente para apresentar uma cabine de corredor duplo. Dois anos depois, o fabricante iniciou um estudo de desenvolvimento, com o codinome 7X7, para um novo avião de fuselagem larga destinado a substituir o 707 e outros aviões de passageiros de fuselagem estreita de primeira geração. A aeronave também forneceria assentos de corredor duplo, mas em uma fuselagem menor do que os 747 existentes, McDonnell Douglas DC-10 e Lockheed L-1011 TriStar de fuselagem larga. Para cobrir o alto custo de desenvolvimento, a Boeing assinou acordos de compartilhamento de riscos com a empresa italiana Aeritalia e a Civil Transport Development Corporation (CTDC), um consórcio de empresas aeroespaciais japonesas. Isso marcou a primeira grande joint venture internacional do fabricante, e tanto a Aeritalia quanto a CTDC receberam contratos de fornecimento em troca de sua participação inicial. O 7X7 inicial foi concebido como um avião de decolagem e pouso curto destinado a voos de curta distância, mas os clientes não se entusiasmaram com o conceito, levando à sua redefinição como um avião de médio porte e alcance transcontinental. Nesta fase, a aeronave proposta apresentava dois ou três motores, com configurações possíveis, incluindo motores over-wing e um T-tail.

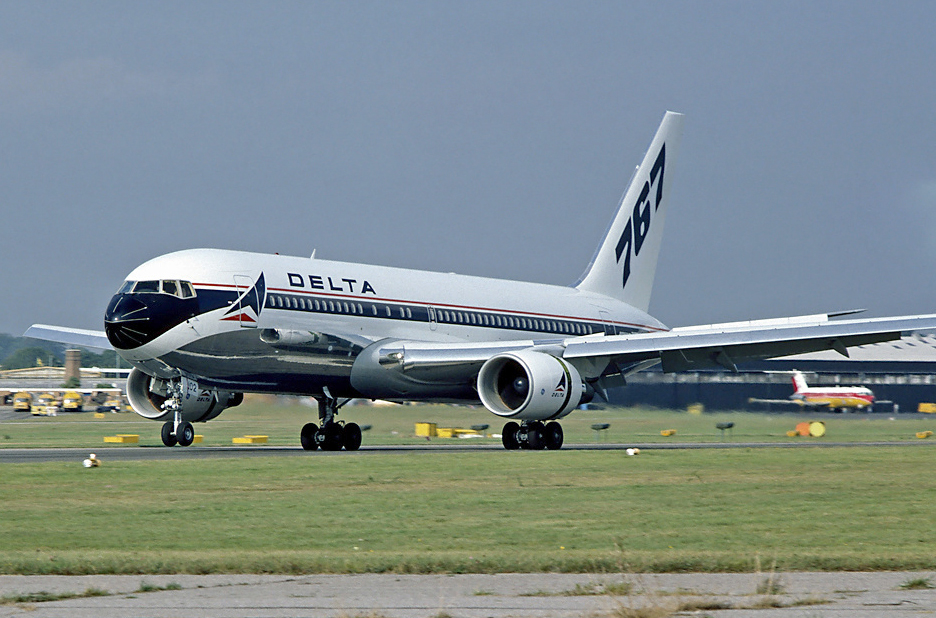
O 767 retratado aqui fez sua estreia no Farnborough Airshow em 1982 como o. Mais tarde, foi nomeado Spirit of Delta 102 com a Delta Airlines

Em 1976, um layout de jato duplo, semelhante ao que estreou no Airbus A300, tornou-se a configuração básica. A decisão de usar dois motores refletiu o aumento da certeza da indústria na confiabilidade e economia dos motores a jato de nova geração. Embora os requisitos das companhias aéreas para novas aeronaves de fuselagem larga permanecessem ambíguos, o 7X7 era geralmente focado em mercados de tamanho médio e alta densidade. Como tal, destinava-se a transportar um grande número de passageiros entre as grandes cidades. Avanços na tecnologia aeroespacial civil, incluindo motores turbofan de alta taxa de desvio, novos sistemas de cabine de comando, melhorias aerodinâmicas e designs leves mais eficientes deveriam ser aplicados ao 7X7. Muitos desses recursos também foram incluídos em um esforço de desenvolvimento paralelo para um novo avião de pequeno porte de tamanho médio, codinome 7N7, que se tornaria o 757. O trabalho em ambas as propostas prosseguiu durante a recuperação da indústria aérea no final dos anos 1970.
Em janeiro de 1978, a Boeing anunciou uma grande extensão de sua fábrica em Everett - que então se dedicava à fabricação do 747 - para acomodar sua nova família de fuselagem larga. Em fevereiro de 1978, o novo jato recebeu a designação de modelo 767, e três variantes foram planejadas: um 767-100 com 190 assentos, um 767-200 com 210 assentos e um trijato 767MR/LR, versão com duzentos assentos destinados a rotas intercontinentais. O 767MR/LR foi posteriormente renomeado como 777 para fins de diferenciação. O 767 foi lançado oficialmente em 14 de julho de 1978, quando a United Airlines encomendou trinta unidades da variante 767-200, seguida por mais cinquenta pedidos de 767-200 da American Airlines e da Delta Air Lines no final daquele ano. O 767-100 acabou não sendo colocado à venda, pois sua capacidade era muito próxima dos assentos do 757, enquanto o 777 trijet acabou sendo descartado em favor da padronização da configuração de jato duplo.

### Trabalho de design
No final da década de 1970, o custo operacional substituiu a capacidade como fator primário nas compras de aviões. Como resultado, o processo de design do 767 enfatizou a eficiência de combustível desde o início. A Boeing apontou de vinte a trinta de economia de custo percentual em relação às aeronaves anteriores, principalmente por meio de novas tecnologias de motor e asa. À medida que o desenvolvimento avançava, os engenheiros usaram o projeto auxiliado por computador em mais de um terço dos desenhos do 767, e realizaram 26 mil horas de testes em túneis de vento. O trabalho de design ocorreu simultaneamente com o 757 bijato, levando a Boeing a tratar ambos quase como um programa para reduzir riscos e custos. Ambas as aeronaves receberiam recursos de design compartilhados, incluindo aviônicos, sistemas de gerenciamento de voo, instrumentos e características de manuseio. Os custos de desenvolvimento combinados foram estimados em 3,5 a quatro bilhões.

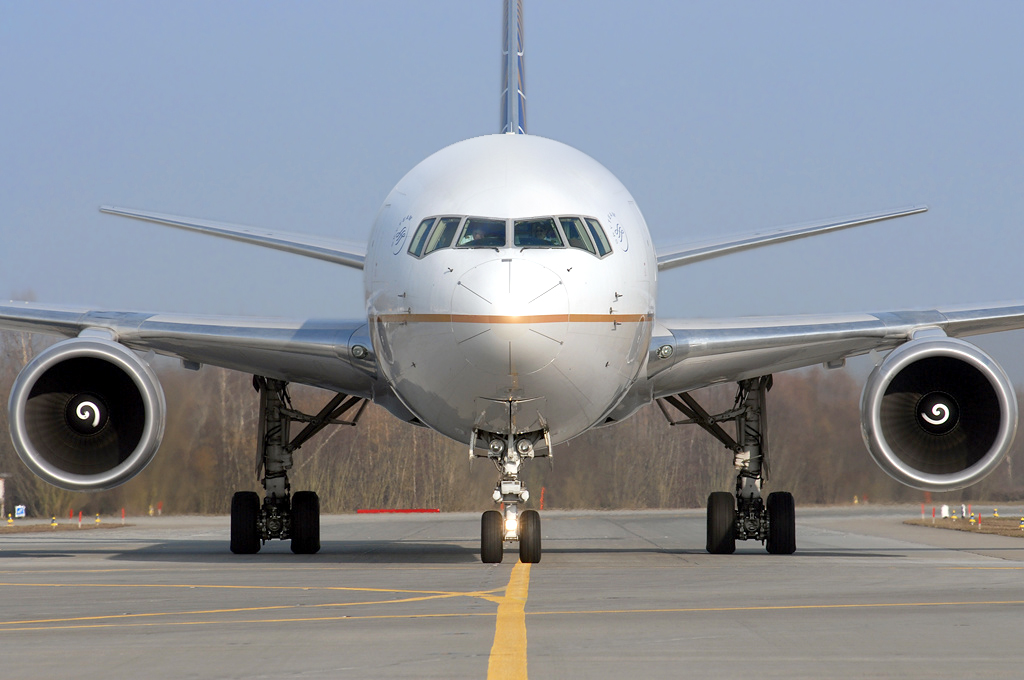
Visão frontal de um 767-400ER da Continental Airlines, mostrando o perfil da fuselagem, o diedro da asa e os motores CF6

Os primeiros clientes do 767 tiveram a escolha de turbofans Pratt & Whitney JT9D ou General Electric CF6, marcando a primeira vez que a Boeing ofereceu mais de uma opção de motor no lançamento de um novo avião. Ambos os modelos de motores a jato tinham uma potência máxima de 210 kilonewtons de empuxo. Os motores foram montados a aproximadamente um terço do comprimento da asa a partir da fuselagem, semelhante aos trijatos de fuselagem larga anteriores. As asas maiores foram projetadas usando uma forma de carga traseira que reduzia o arrasto aerodinâmico e distribuía a sustentação de forma mais uniforme em sua extensão de superfície do que qualquer uma das aeronaves anteriores do fabricante. As asas forneciam desempenho de cruzeiro em altitudes mais altas, maior capacidade de combustível e espaço de expansão para futuras variantes estendidas. O 767-200 inicial foi projetado com alcance suficiente para voar pela América do Norte ou pelo Atlântico Norte, e seria capaz de operar rotas de até 3 850 milhas náuticas (7 130 quilômetros).
A largura da fuselagem do 767 foi definida entre a do 707 e a do 747 em cinco metros. Embora fosse mais estreito do que os designs anteriores de fuselagem larga, podiam ser instalados sete assentos lado a lado com dois corredores, e a largura reduzida produzia menos arrasto aerodinâmico. A fuselagem não era larga o suficiente para acomodar dois dispositivos de carga padrão LD3 lado a lado, então um contêiner menor, o LD2, foi criado especificamente para o 767. O uso de um projeto de cauda convencional também permitiu que a fuselagem traseira fosse afunilada em uma seção mais curta, fornecendo corredores paralelos ao longo de toda a extensão da cabine de passageiros e eliminando filas irregulares de assentos na parte traseira da aeronave.

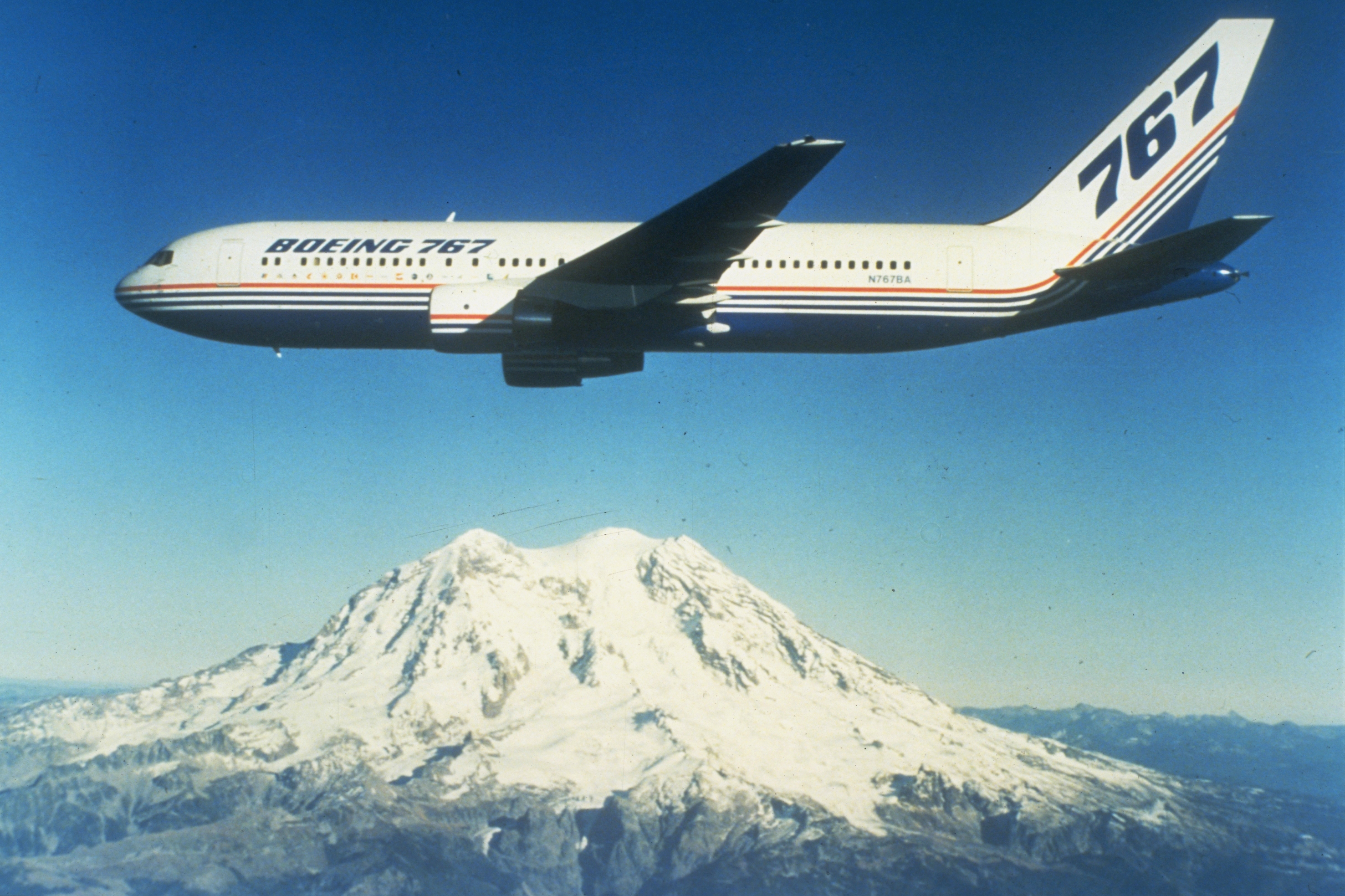
O primeiro 767-200 construído, N767BA, voando perto do Monte Rainier na década de 1980

O 767 foi o primeiro Boeing de fuselagem larga a ser projetado com um cockpit de vidro digital para dois tripulantes. Displays coloridos de tubo de raios catódicos (CRT) e novos componentes eletrônicos substituíram o papel do engenheiro de voo, permitindo que o piloto e o copiloto monitorassem diretamente os sistemas da aeronave. Apesar da promessa de custos de tripulação reduzidos, a United Airlines inicialmente exigiu um cockpit convencional para três pessoas, citando preocupações sobre os riscos associados à introdução de uma nova aeronave. A empresa manteve esta posição até julho de 1981, quando uma força-tarefa presidencial dos Estados Unidos determinou que uma tripulação de dois era segura para operar jatos de fuselagem larga. Um cockpit de três tripulantes permaneceu como opção e foi instalado nos primeiros modelos de produção. A Ansett Australia encomendou 767s com cockpits para três tripulantes devido a demandas sindicais; foi a única companhia aérea a operar 767s assim configurados. O cockpit de dois tripulantes do 767 também foi aplicado ao 757, permitindo aos pilotos operar ambas as aeronaves após um curto curso de conversão, e adicionando incentivo para as companhias aéreas comprarem ambos os tipos.

### Produção e testes
Para produzir o 767, a Boeing formou uma rede de subcontratados que incluía fornecedores domésticos e contribuições internacionais da italiana Aeritalia e da japonesa CTDC. As asas e o piso da cabine foram produzidos internamente, enquanto a Aeritalia fornecia as superfícies de controle, a Boeing Vertol fazia o bordo de ataque das asas e a Boeing Wichita produzia a fuselagem dianteira. O CTDC forneceu várias montagens por meio de suas empresas constituintes, a saber: Fuji Heavy Industries (carenagens das asas e portas de engrenagem), Kawasaki Heavy Industries (fuselagem central) e Mitsubishi Heavy Industries (fuselagem traseira, portas e cauda). Os componentes foram integrados durante a montagem final na fábrica de Everett. Para acelerar a produção de longarinas de asa, o principal membro estrutural das asas de aeronaves, a fábrica de Everett recebeu maquinário robótico para automatizar o processo de perfuração e inserção de fixadores. Este método de construção de asa expandiu as técnicas desenvolvidas para o 747. A montagem final da primeira aeronave começou em julho de 1979.

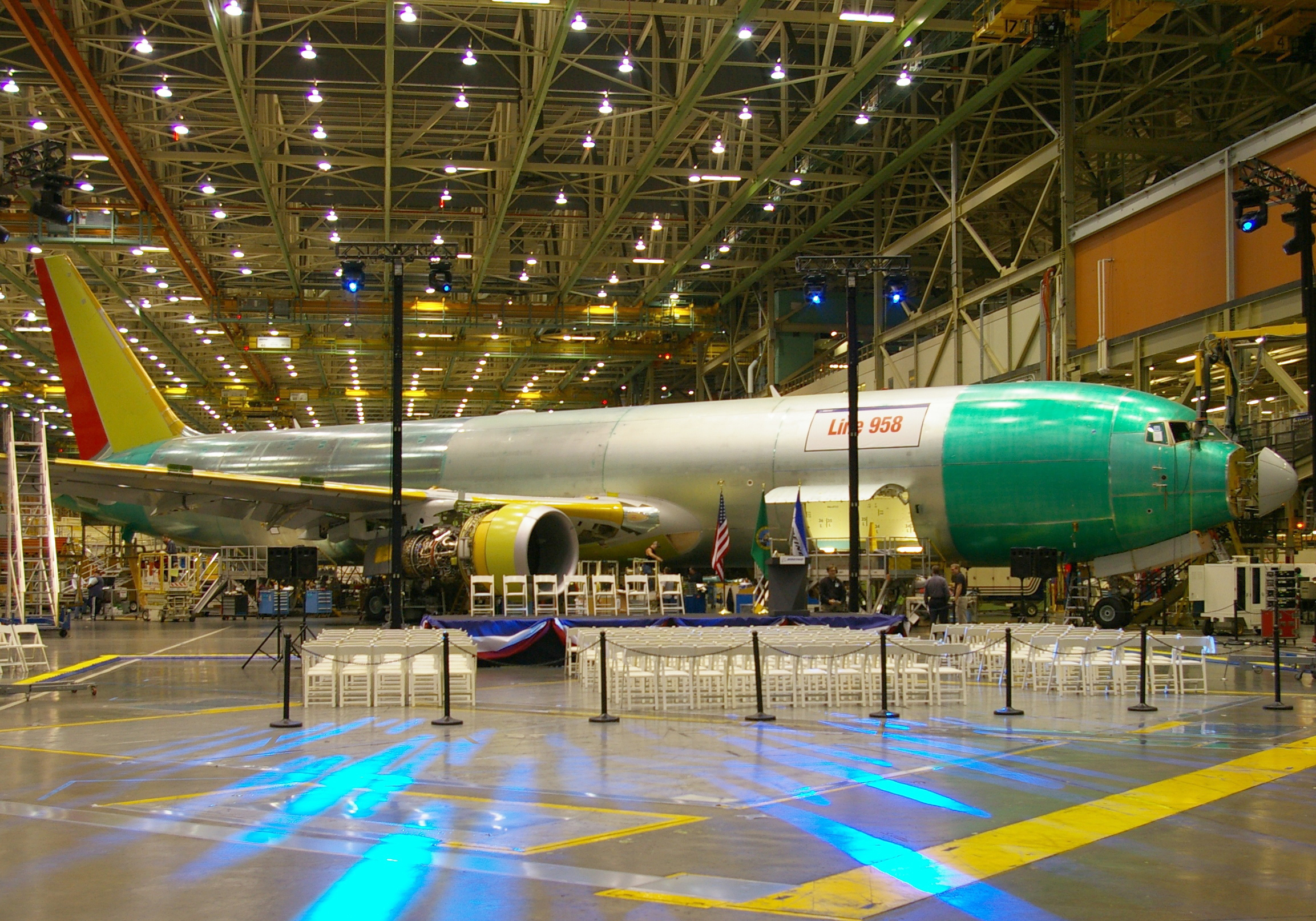
Montagem final de um 767-300F na fábrica da Boeing em Everett, que foi ampliada para a produção do 767 em 1978

O protótipo da aeronave, registrado N767BA e equipado com turbofans JT9D, foi lançado em 4 de agosto de 1981. A essa altura, o programa 767 havia acumulado 173 pedidos firmes de 17 clientes, incluindo Air Canada, All Nippon Airways, Britannia Airways, Transbrasil e Trans World Airlines (TWA). Em 26 de setembro de 1981, o protótipo realizou seu voo inaugural sob o comando dos pilotos de teste da empresa Tommy Edmonds, Lew Wallick e John Brit. O voo inaugural transcorreu sem intercorrências, exceto pela incapacidade de retrair o trem de pouso devido a um vazamento de fluido hidráulico. O protótipo foi usado para testes de voo subsequentes.
O programa de teste de voo de dez meses do 767 utilizou as primeiras seis aeronaves construídas. As quatro primeiras aeronaves foram equipadas com motores JT9D, enquanto a quinta e a sexta foram equipadas com motores CF6. A frota de teste foi amplamente usada para avaliar aviônicos, sistemas de voo, manuseio e desempenho, enquanto a sexta aeronave foi usada para voos de prova de rota. Durante os testes, os pilotos descreveram o 767 como geralmente fácil de pilotar, com sua manobrabilidade livre do volume associado a jatos de fuselagem larga maiores. Após 1 600 horas de testes de voo, o 767-200 com motor JT9D recebeu a certificação da Federal Aviation Administration (FAA) dos EUA e da Civil Aviation Authority (CAA) do Reino Unido em julho de 1982. A primeira entrega ocorreu em 19 de agosto de 1982, para a United Airlines. O 767-200 com motor CF6 recebeu a certificação em setembro de 1982, seguido pela primeira entrega à Delta Air Lines em 25 de outubro de 1982.

### Entrada em serviço

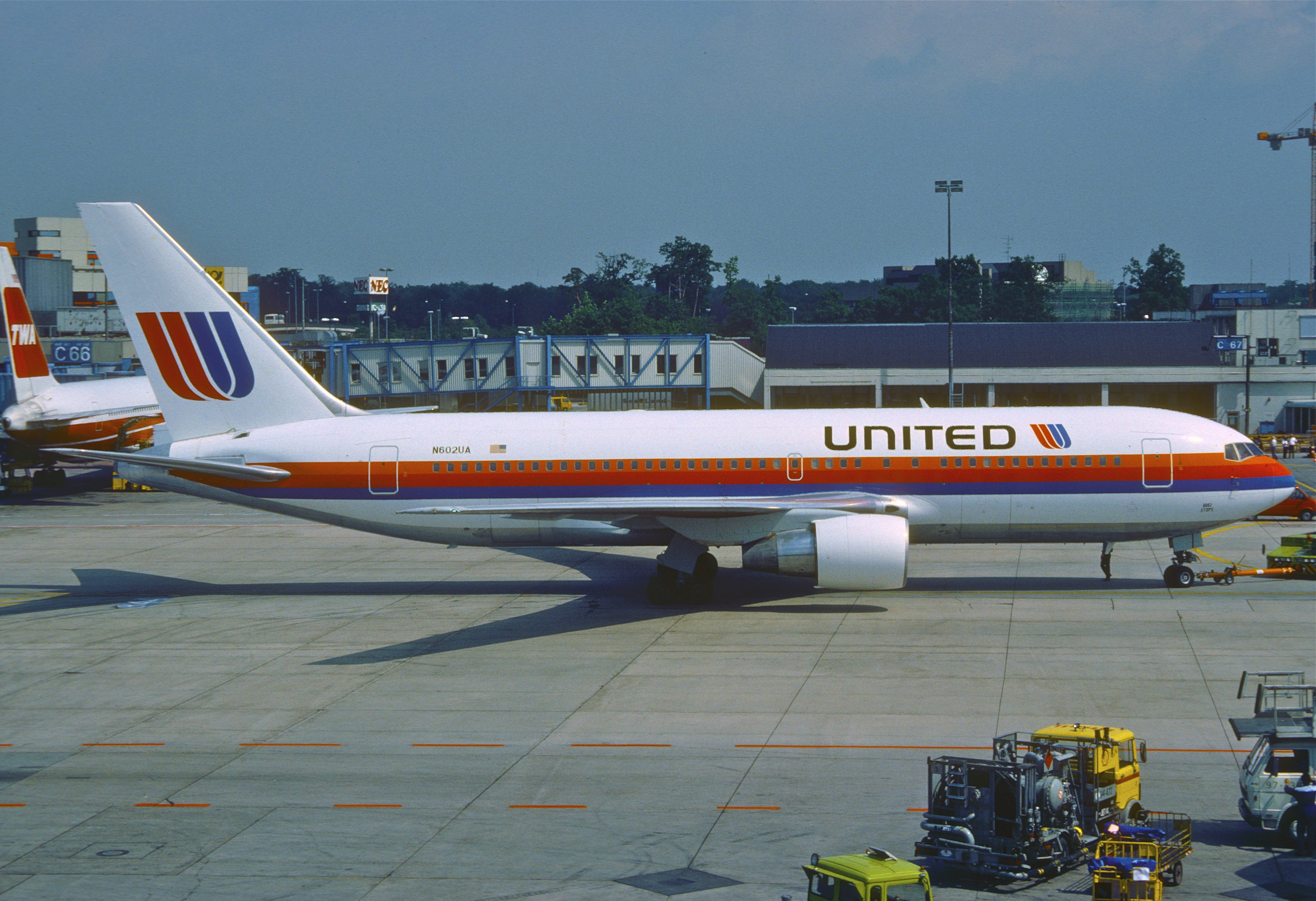
O 767-200 foi introduzido pela United Airlines em 8 de setembro de 1982

O 767 entrou em serviço com a United Airlines em 8 de setembro de 1982. O primeiro voo comercial da aeronave usou um 767-200 com motor JT9D na rota Chicago-Denver. O 767-200 com motor CF6 começou a operar três meses depois com a Delta Air Lines. Após a entrega, os primeiros 767 foram implantados principalmente em rotas domésticas, incluindo serviços transcontinentais nos Estados Unidos. A American Airlines e a TWA começaram a operar o 767-200 no final de 1982, enquanto a Air Canada, China Airlines, El Al e Pacific Western começaram a operar a aeronave em 1983. A introdução da aeronave foi relativamente suave, com poucas falhas operacionais e maior confiabilidade de despacho do que os jatos anteriores.

### Derivados estendidos
Prevendo o interesse das companhias aéreas em modelos de maior capacidade, a Boeing anunciou o 767-300 estendido em 1983 e o 767-300ER de maior alcance em 1984. Ambos os modelos ofereciam 20 por cento de aumento da capacidade de passageiros, enquanto a versão de alcance estendido era capaz de operar voos de até 5 990 milhas náuticas (11 090 quilômetros). A Japan Airlines fez o primeiro pedido do -300 em setembro de 1983. Após seu primeiro voo em 30 de janeiro de 1986, o tipo entrou em serviço com a Japan Airlines em 20 de outubro de 1986. O 767-300ER completou seu primeiro voo em 9 de dezembro de 1986, mas não foi até março de 1987 que o primeiro pedido firme, da American Airlines, foi feito. O tipo entrou em serviço com a American Airlines em 3 de março de 1988. O 767-300 e o 767-300ER ganharam popularidade depois de entrar em serviço e representaram aproximadamente dois terços de todos os 767 vendidos.
Após a estreia dos primeiros 767 estendidos, a Boeing procurou atender aos pedidos das companhias aéreas por maior capacidade propondo modelos maiores, incluindo uma versão parcial de dois andares informalmente chamada de "Corcunda de Mukilteo" (de uma cidade perto da fábrica da Boeing em Everett) com um 757 seção do corpo montada sobre a fuselagem principal traseira. Em 1986, a Boeing propôs o 767-X, um modelo revisado com asas estendidas e cabine mais larga, mas recebeu pouco interesse. Em 1988, o 767-X evoluiu para um novíssimo jato duplo, que recebeu a designação 777. Até a estreia do 777 em 1995, o 767-300 e o 767-300ER permaneceram como os segundos maiores jatos de fuselagem larga da Boeing, atrás do 747.

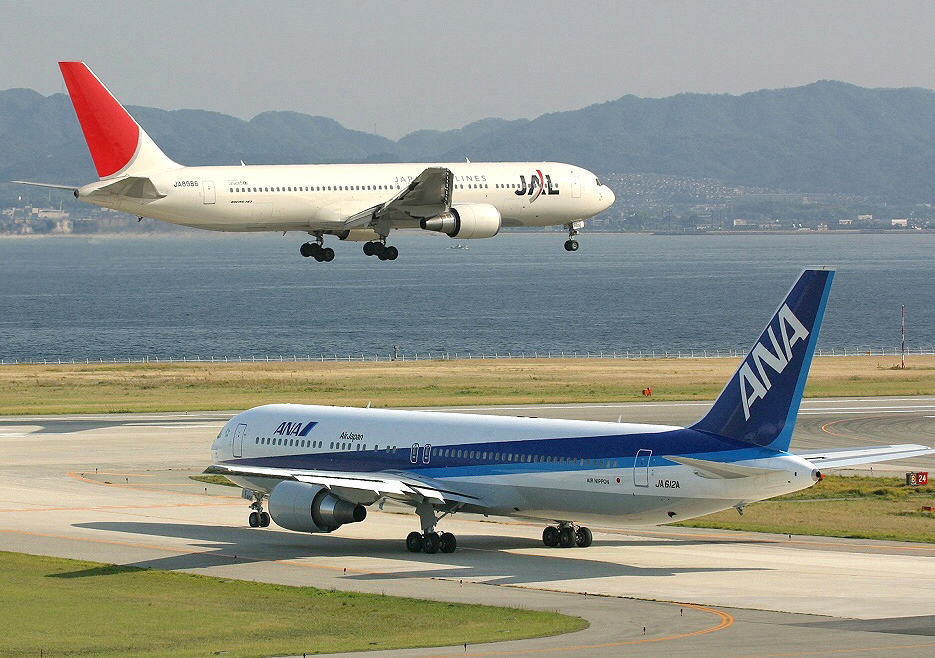
Um 767-300 da JAL pousa em frente a um 767-300ER da ANA no Aeroporto de Kansai. As variantes -300 e -300ER representam quase dois terços de todos os 767 vendidos

Estimulado por uma economia global em recuperação e aprovação ETOPS, as vendas do 767 aceleraram em meados da década de 1980; 1989 foi o ano mais prolífico com 132 pedidos firmes. No início da década de 1990, o jato duplo de fuselagem larga havia se tornado a aeronave mais vendida do fabricante, apesar de uma ligeira queda devido à recessão econômica. Durante este período, o 767 tornou-se o avião mais comum para voos transatlânticos entre a América do Norte e a Europa. No final da década, os 767 cruzaram o Atlântico com mais frequência do que todos os outros tipos de aeronaves juntos. O 767 também impulsionou o crescimento dos voos ponto-a-ponto que contornaram os principais hubs de companhias aéreas em favor de rotas diretas. Aproveitando os custos operacionais mais baixos e a capacidade menor da aeronave, as operadoras adicionaram voos diretos para centros populacionais secundários, eliminando assim a necessidade de voos de conexão. O aumento do número de cidades que recebem serviços diretos causou uma mudança de paradigma no setor aéreo, pois as viagens ponto a ponto ganharam destaque em detrimento do tradicional modelo hub-and-spoke.
Em fevereiro de 1990, o primeiro 767 equipado com turbofans Rolls-Royce RB211, um 767-300, foi entregue à British Airways. Seis meses depois, a empresa suspendeu temporariamente toda a sua frota de 767 depois de descobrir rachaduras nos pilares do motor de várias aeronaves. As rachaduras estavam relacionadas ao peso extra dos motores RB211, que são mil quilogramas mais pesados do que outros motores 767. Durante o aterramento, reparos provisórios foram realizados para aliviar o estresse nos componentes do pilão do motor, e um redesenho das peças em 1991 evitou novas rachaduras. A Boeing também realizou uma reavaliação estrutural, resultando em mudanças de produção e modificações nos pilares dos motores de todos os 767 em serviço.

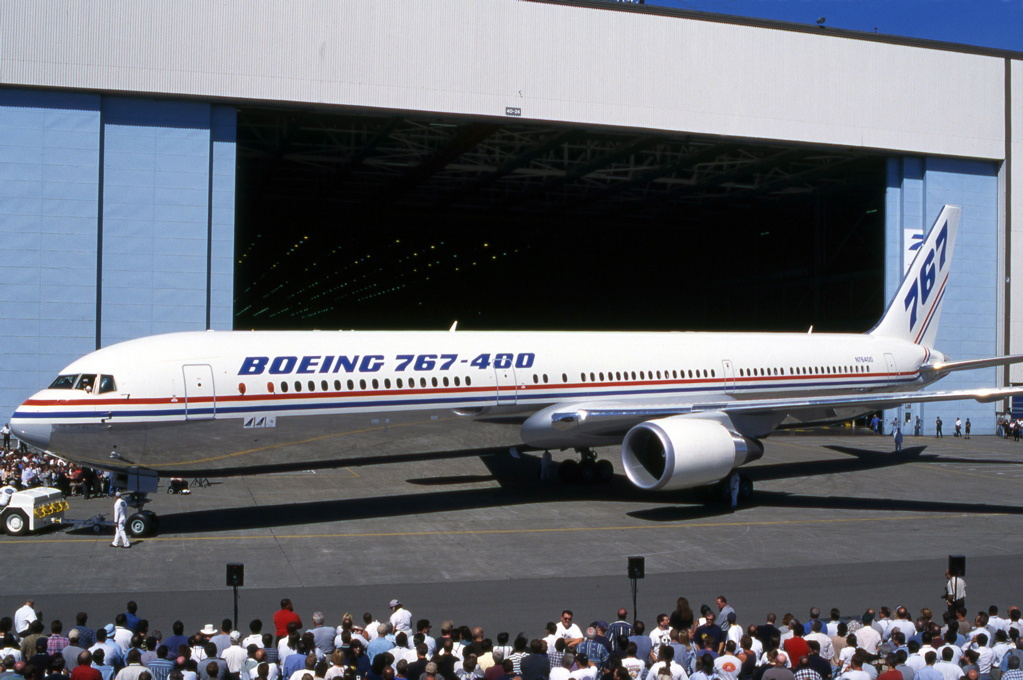
O Boeing 767-400ER foi apresentado publicamente em 26 de agosto de 1999

Em janeiro de 1993, seguindo um pedido da UPS Airlines, a Boeing lançou uma variante cargueira, o 767-300F, que entrou em serviço com a UPS em 16 de outubro de 1995. O 767-300F apresentava um porão de carga no convés principal, trem de pouso atualizado e estrutura de asa reforçada. Em novembro de 1993, o governo japonês lançou o primeiro derivado militar do 767 quando fez pedidos para o E-767, uma variante de Alerta Aéreo Antecipado e Controle (AWACS) baseada no 767-200ER. Os dois primeiros E-767s, apresentando extensas modificações para acomodar radares de vigilância e outros equipamentos de monitoramento, foram entregues em 1998 às Forças de Autodefesa do Japão.
Em novembro de 1995, após abandonar o desenvolvimento de uma versão menor do 777, a Boeing anunciou que estava revisitando os estudos para um 767 maior. O 767-400X proposto, um segundo trecho da aeronave, oferecia aumento de doze por cento de capacidade em relação ao 767-300, e apresentava uma cabine de comando atualizada, interior aprimorado e maior envergadura. A variante foi especificamente voltada para a substituição pendente da frota da Delta Air Lines de seus antigos Lockheed L-1011 TriStars, e enfrentou a concorrência do A330-200, um derivado com menos alcance do Airbus A330. Em março de 1997, a Delta Air Lines lançou o 767-400ER quando encomendou o tipo para substituir sua frota L-1011. Em outubro de 1997, a Continental Airlines também encomendou o 767-400ER para substituir sua frota de McDonnell Douglas DC-10. O tipo completou seu primeiro voo em 9 de outubro de 1999 e entrou em serviço com a Continental Airlines em 14 de setembro de 2000.

### Introdução ao Dreamliner

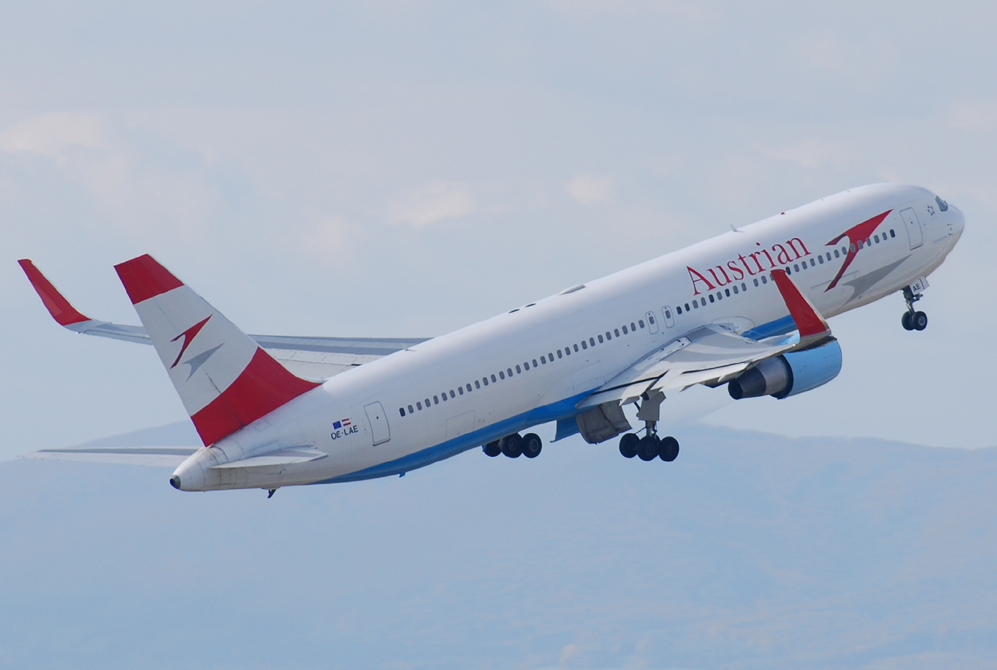
Um 767-300ER da Austrian Airlines com winglets combinados, que reduzem o arrasto induzido pela sustentação

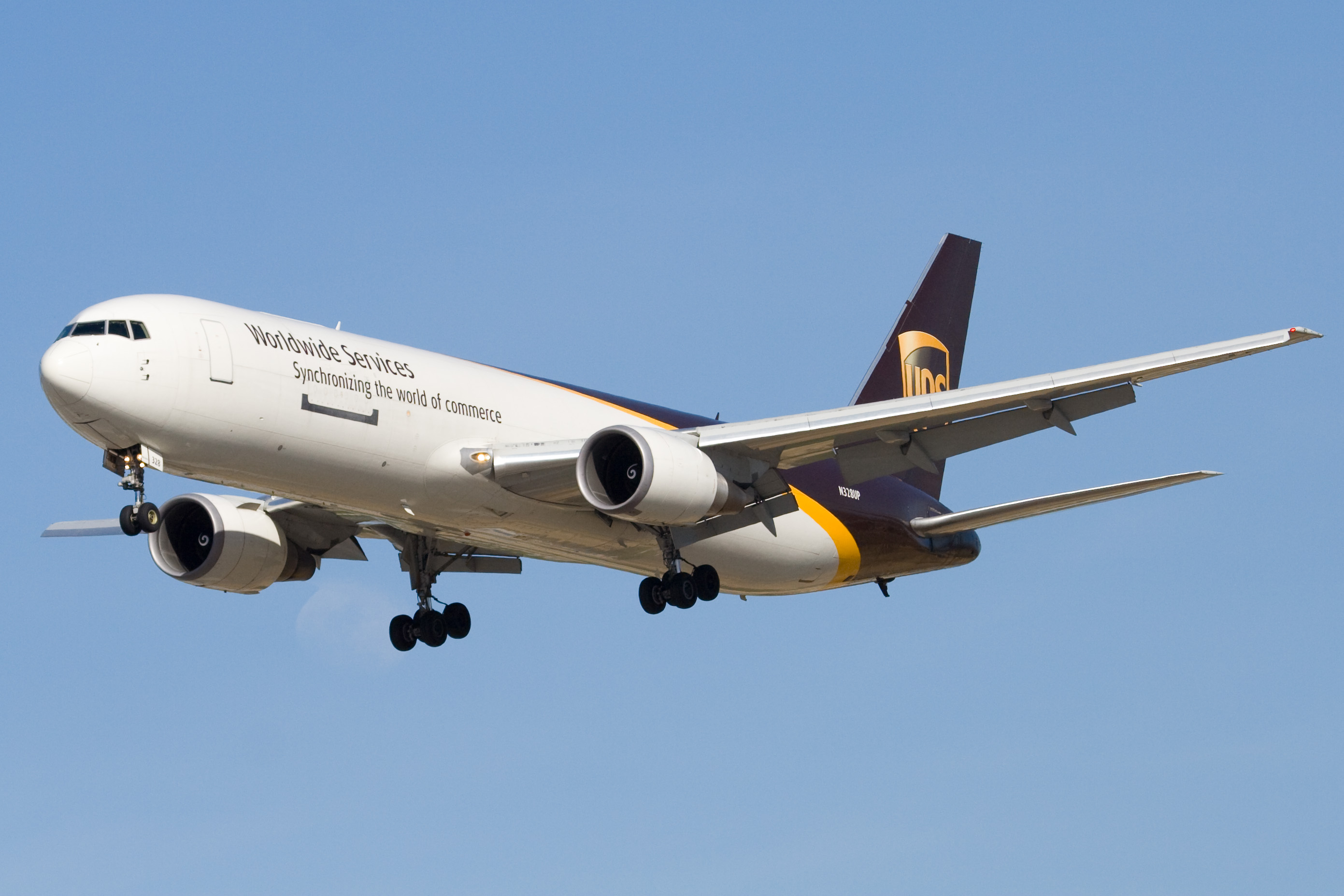
A UPS, a maior operadora de 767-300F, fez pedidos adicionais em 2007

No início dos anos 2000, as entregas cumulativas de 767 se aproximaram de novecentos, mas as novas vendas diminuíram durante a desaceleração do setor aéreo. Em 2001, a Boeing abandonou os planos para um modelo de maior alcance, o 767-400ERX, em favor do proposto Sonic Cruiser, um novo avião a jato que pretendia voar quinze por cento mais rápido enquanto tinha custos de combustível comparáveis ao 767. No ano seguinte, a Boeing anunciou o KC-767 Tanker Transport, um segundo derivado militar do 767-200ER. Lançado com encomenda em outubro de 2002 da Força Aérea Italiana, o KC-767 tinha a dupla função de reabastecer outras aeronaves e transportar carga. O governo japonês tornou-se o segundo cliente do tipo em março de 2003. Em maio de 2003, a Força Aérea dos Estados Unidos (USAF) anunciou sua intenção de alugar os KC-767 para substituir seus antigos aviões-tanque KC-135. O plano foi suspenso em março de 2004 em meio a um escândalo de conflito de interesses, resultando em várias investigações do governo dos Estados Unidos e na saída de vários funcionários da Boeing, incluindo Philip Condit, diretor executivo da empresa, e o diretor financeiro Michael Sears. Os primeiros KC-767 foram entregues em 2008 para as Forças de Autodefesa do Japão.
No final de 2002, depois que as companhias aéreas expressaram reservas sobre sua ênfase na velocidade sobre a redução de custos, a Boeing interrompeu o desenvolvimento do Sonic Cruiser. No ano seguinte, a fabricante anunciou o 7E7, sucessor do 767 de médio porte feito de materiais compósitos que prometia 20 por cento a mais de eficiência de combustível. O novo jato foi a primeira etapa de uma iniciativa de substituição de aeronaves chamada Projeto Boeing Yellowstone. Os clientes adotaram o 7E7, posteriormente renomeado como 787 Dreamliner, e em dois anos ele se tornou o avião de venda mais rápida da história da empresa. Em 2005, a Boeing optou por continuar a produção do 767, apesar das vendas recordes do Dreamliner, citando a necessidade de fornecer aos clientes que esperavam pelo 787 uma opção mais prontamente disponível. Posteriormente, o 767-300ER foi oferecido a clientes afetados por atrasos do 787, incluindo All Nippon Airways e Japan Airlines. Alguns 767s antigos, com mais de 20 anos de idade, também foram mantidos em serviço após as datas planejadas de aposentadoria devido aos atrasos. Para prolongar a vida operacional de aeronaves mais antigas, as companhias aéreas aumentaram os procedimentos de manutenção pesada, incluindo desmontagens D-check e inspeções de corrosão, um problema recorrente em 767s antigos. Os primeiros 787 entraram em serviço com a All Nippon Airways em outubro de 2011, 42 meses atrasados.

### Produção continuada
Em 2007, o 767 recebeu um aumento de produção quando a UPS e a DHL Aviation fizeram 33 pedidos combinados para o 767-300F. O interesse renovado no cargueiro levou a Boeing a considerar versões aprimoradas do 767-200 e 767-300F com pesos brutos aumentados, extensões de asa do 767-400ER e aviônicos do 777. Os pedidos líquidos para o 767 caíram de 24 em 2008 para apenas três em 2010. Durante o mesmo período, os operadores modernizaram aeronaves já em serviço; em 2008, o primeiro 767-300ER adaptado com winglets mistos da Aviation Partners Incorporated estreou na American Airlines. Os winglets sancionados pelo fabricante, com 3,4 metros de altura, melhoraram a eficiência de combustível em cerca de 6,5 por cento. Outras operadoras, incluindo All Nippon Airways e Delta Air Lines, também encomendaram kits de winglets.
Em 2 de fevereiro de 2011, foi lançado o milésimo 767, com destino à All Nippon Airways. A aeronave foi o 91º 767-300ER encomendado pela transportadora japonesa e, com sua conclusão, o 767 se tornou o segundo avião de fuselagem larga a atingir a marca de mil unidades após o 747. A milésima aeronave também marcou o último modelo produzido na linha de montagem original do 767. Começando com a 1 001ª aeronave, a produção mudou para outra área na fábrica de Everett, que ocupava cerca de metade do espaço anterior. A nova linha de montagem abriu espaço para a produção do 787 e visava aumentar a eficiência da fabricação em mais de vinte por cento.

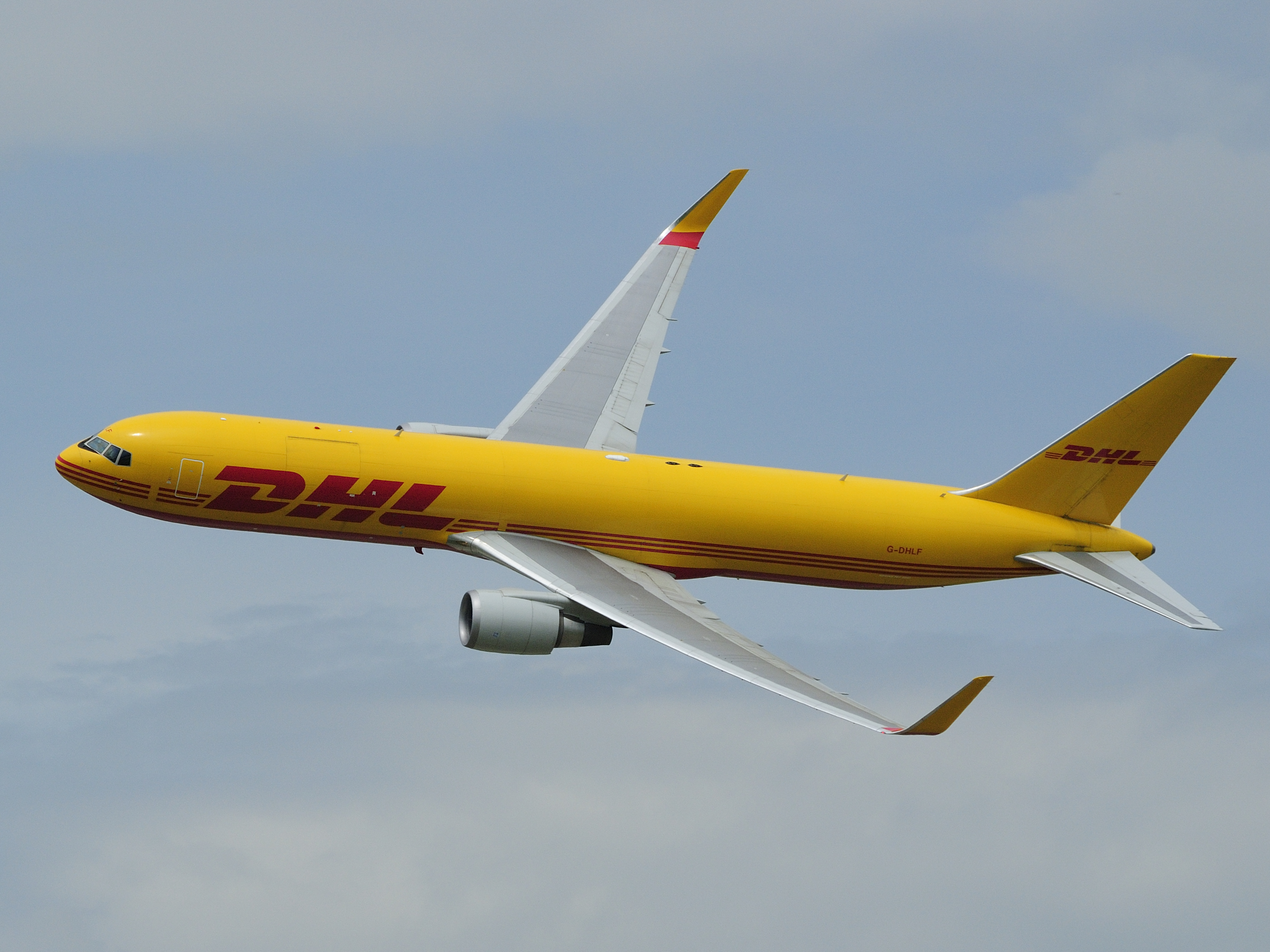
B767-300F da DHL Aviation

Na inauguração de sua nova linha de montagem, o acúmulo de pedidos do 767 era de aproximadamente cinquenta, apenas o suficiente para a produção durar até 2013. Apesar do número de pedidos reduzido, os funcionários da Boeing expressaram otimismo de que pedidos adicionais viriam. Em 24 de fevereiro de 2011, a USAF anunciou a seleção do KC-767 Advanced Tanker, uma variante atualizada do KC-767, para seu programa de renovação de frota KC-X. A seleção ocorreu após duas rodadas de competição de petroleiros entre a Boeing e a EADS, controladora da Airbus, e ocorreu oito anos após o anúncio original da USAF em 2003 de seu plano de alugar KC-767s. O pedido do petroleiro englobou 179 aeronaves e esperava-se que sustentasse a produção de 767 após 2013.
Em dezembro de 2011, a FedEx Express anunciou um pedido de 27 aeronaves 767-300F para substituir seus cargueiros DC-10, citando o pedido de petroleiros da USAF e a decisão da Boeing de continuar a produção como fatores contribuintes. A FedEx Express concordou em comprar mais dezenove unidades da variante -300F em junho de 2012. Em junho de 2015, a FedEx disse que estava acelerando as desativações de aviões para atender à demanda e modernizar sua frota, registrando encargos de  276 milhões de dólares. Em 21 de julho de 2015, a FedEx anunciou um pedido de cinquenta 767-300F com opções para outros cinquenta, o maior pedido do tipo. Com o anúncio, a FedEx confirmou que tem pedidos firmes para 106 dos cargueiros para entrega entre 2018 e 2023. Em fevereiro de 2018, a UPS anunciou um pedido de mais quatro 767-300Fs para aumentar o total do pedido para 63.
Com seu sucessor, o Boeing New Midsize Airplane, que foi planejado para lançamento em 2025 ou mais tarde, e o 787 sendo muito maior, a Boeing poderia reiniciar a produção de um 767-300ER de passageiros para preencher a lacuna. Uma demanda de cinquenta a sessenta aeronaves poderia ser atendida. Tendo que substituir seus quarenta 767s, a United Airlines solicitou uma cotação de preço para outros jatos de fuselagem larga. Em novembro de 2017, o CEO da Boeing, Dennis Muilenburg, citou interesse além dos usos militares e cargueiros. No entanto, no início de 2018, o vice-presidente de marketing da Boeing Commercial Airplanes, Randy Tinseth, afirmou que a empresa não pretendia retomar a produção da variante de passageiros.
Em seu relatório de ganhos do primeiro trimestre de 2018, a Boeing planeja aumentar sua produção de 2,5 para três por mês a partir de janeiro de 2020 devido ao aumento da demanda no mercado de carga, já que a FedEx tinha 56 pedidos, a UPS quatro e um cliente não identificado tem três pedidos. Essa taxa pode aumentar para 3,5 por mês em julho de 2020 e quatro por mês em janeiro de 2021, antes de cair para quatro por mês em janeiro de 2025 e depois para dois por mês em julho de 2025. Em 2019, o custo unitário foi de 217,9 milhões de dólares para um -300ER e 220,3 milhões para um -300F.

### 767-XF com novo motor
Em outubro de 2019, a Boeing estava estudando um 767-XF reprojetado para entrar em serviço por volta de 2025, baseado no 767-400ER com um trem de pouso estendido para acomodar motores turbofan General Electric GEnx maiores. O mercado de carga é o principal alvo, mas uma versão para passageiros pode ser uma alternativa mais barata ao proposto New Midsize Airplane.

## Projeto

### Visão geral
O 767 é um monoplano com estrutura em consola de asa baixa com uma unidade de cauda convencional com uma única aleta e leme. As asas têm um ângulo de 31,5 graus e são otimizadas para uma velocidade de cruzeiro de Mach 0,8 (858 quilômetros por hora). Cada asa apresenta uma seção transversal de aerofólio supercrítico e é equipada com slats de bordo de ataque de seis painéis, flaps de fenda simples e dupla, ailerons internos e externos e seis spoilers. A fuselagem incorpora ainda superfícies de asa compósitas, de polímero reforçado com fibra de carbono, carenagens de Kevlar e painéis de acesso, além de ligas de alumínio aprimoradas, que juntas reduzem o peso total em 860 quilogramas em relação à aeronave anterior.
Para distribuir o peso da aeronave no solo, o 767 possui um trem de pouso triciclo retrátil com quatro rodas em cada trem principal e duas no trem do nariz. O design original da asa e da engrenagem acomodou o 767-300 alongado sem grandes mudanças. O 767-400ER apresenta uma engrenagem principal maior e mais espaçada com rodas do 777, pneus e freios. Para evitar danos se a cauda entrar em contato com a superfície da pista durante a decolagem, os modelos 767-300 e 767-400ER são equipados com um tailstrike retrátil.

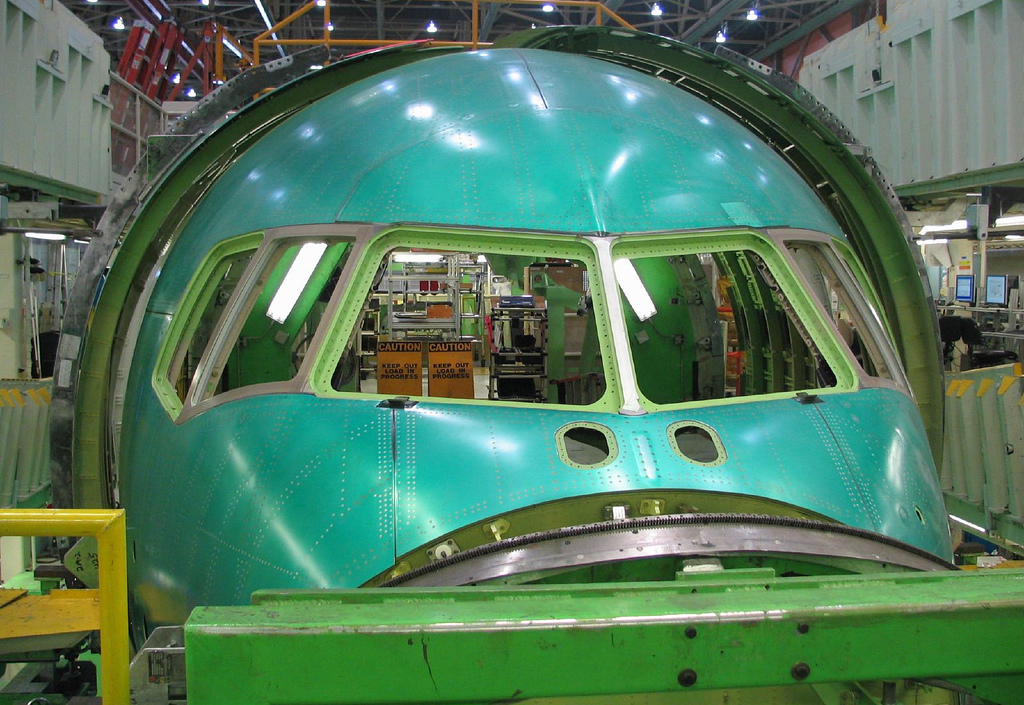
O 767 tem as mesmas janelas do cockpit do Boeing 757

Todos os modelos 767 de passageiros têm portas de saída próximas à frente e atrás da aeronave. A maioria dos modelos 767-200 e -200ER tem uma porta de saída sobre a asa para uso de emergência; uma segunda saída opcional sobre as asas aumenta a capacidade máxima permitida de 255 para 290. O 767-300 e o -300ER normalmente apresentam duas portas de saída sobre as asas ou, em uma configuração sem saídas sobre as asas, três portas de saída de cada lado e uma porta de saída menor atrás da asa. Uma configuração adicional com três portas de saída em cada lado mais uma saída sobre as asas permite um aumento na capacidade máxima de 290 para 351. Todos os 767-400ERs são configurados com três portas de saída de cada lado e uma porta de saída menor atrás da asa. O 767-300F tem uma porta de saída no lado dianteiro esquerdo da aeronave.
Além de aviônicos compartilhados e tecnologia de computador, o 767 usa a mesma unidade de energia auxiliar, sistemas de energia elétrica e peças hidráulicas do 757. Um piso elevado do cockpit e as mesmas janelas dianteiras resultam em ângulos de visão do piloto semelhantes. O design e a funcionalidade relacionados permitem que os pilotos do 767 obtenham uma classificação de tipo comum para operar o 757 e compartilhem a mesma lista de antiguidade com os pilotos de qualquer uma das aeronaves.

### Sistemas de voo

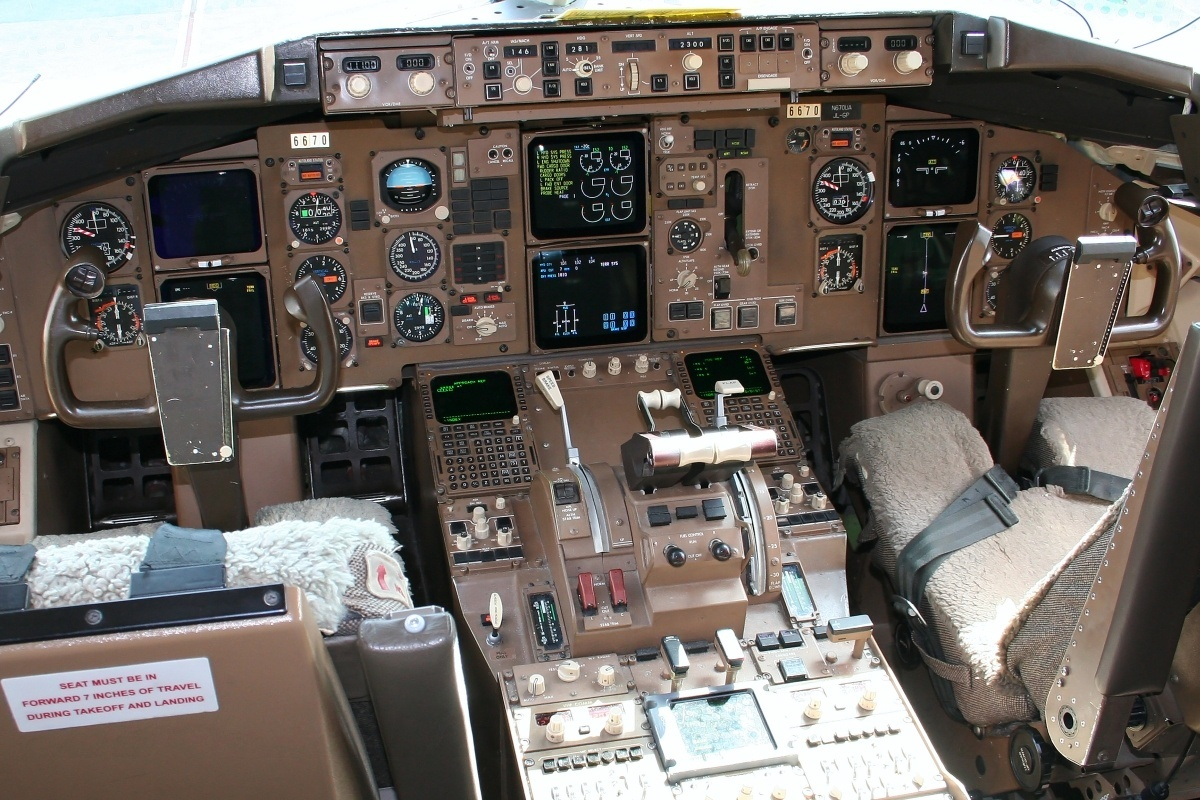
A cabine de comando inicial do 767 com telas EFIS e EICAS permitia operações com dois tripulantes. O 767-400 posterior tinha telas maiores, enquanto os modelos anteriores podiam ser atualizados

A cabine de comando original do 767 usa seis telas Rockwell Collins CRT para exibir informações do sistema eletrônico de instrumentos de voo (EFIS) e indicação do motor e sistema de alerta da tripulação (EICAS), permitindo que os pilotos lidem com tarefas de monitoramento anteriormente executadas pelo engenheiro de voo. Os CRTs substituem instrumentos eletromecânicos convencionais encontrados em aeronaves anteriores. Um sistema de gerenciamento de voo aprimorado, em relação às versões usadas nos primeiros 747s, automatiza a navegação e outras funções, enquanto um sistema de pouso automático facilita os pousos por instrumentos CAT IIIb em situações de baixa visibilidade. O 767 tornou-se a primeira aeronave a receber a certificação CAT IIIb da FAA para pousos com trezentos metros visibilidade mínima em 1984. No 767-400ER, o layout do cockpit é simplificado ainda mais com seis telas de cristal líquido (LCD) Rockwell Collins e adaptado para semelhanças com o 777 e o 737 Next Generation. Para manter a uniformidade operacional, as telas de LCD podem ser programadas para exibir informações da mesma maneira que os 767s anteriores. Em 2012, a Boeing e a Rockwell Collins lançaram mais uma atualização do cockpit baseado no 787 para o 767, apresentando três telas LCD em formato paisagem que podem exibir duas janelas cada.
O 767 é equipado com três sistemas hidráulicos redundantes para operação de superfícies de controle, trem de pouso e sistemas de acionamento de utilitários. Cada motor alimenta um sistema hidráulico separado e o terceiro sistema usa bombas elétricas. Uma turbina eólica de emergência fornece energia para controles básicos em casos extremos. Uma forma inicial de fly-by-wire é empregada para operação de spoiler, utilizando sinalização elétrica em vez de cabos de controle tradicionais. O sistema fly-by-wire reduz o peso e permite a operação independente de spoilers individuais.

### Interior

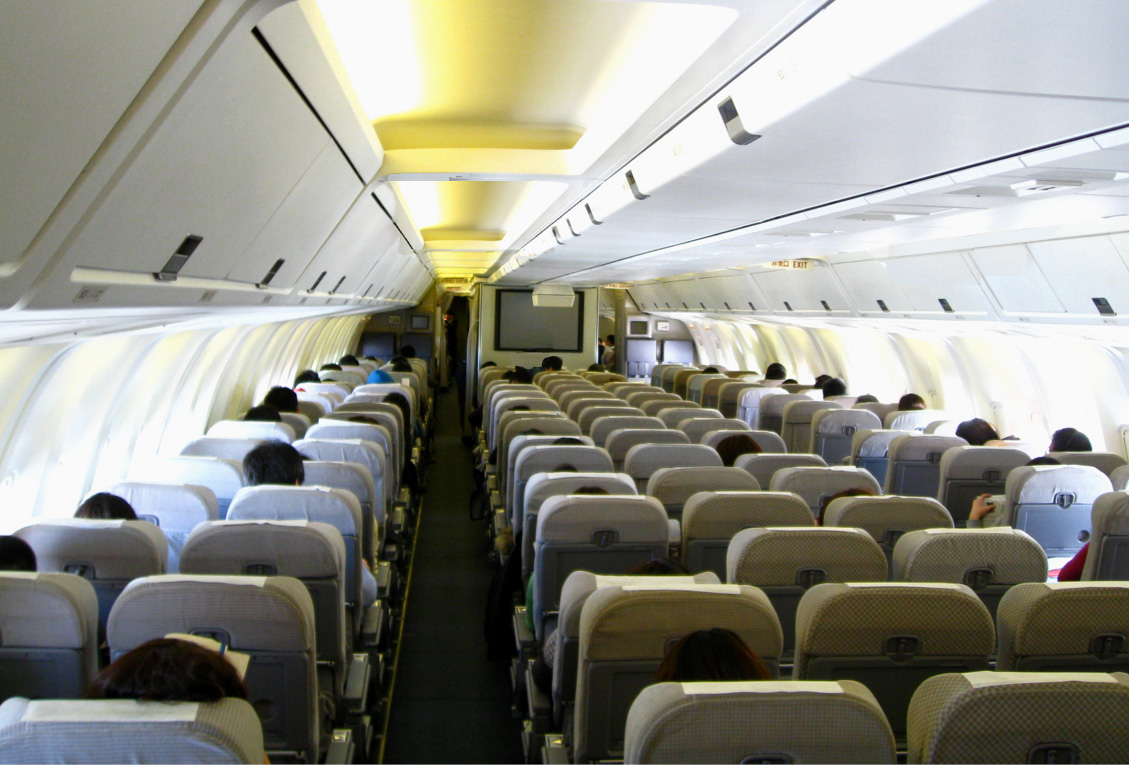
Classe econômica com dois corredores e sete assentos por fila em layout 2–3–2

O 767 apresenta uma cabine de corredor duplo com uma configuração típica de seis na classe executiva e sete na econômica. O layout padrão da classe econômica 2–3–2, sete lado a lado, coloca aproximadamente 87 por cento de todos os assentos em uma janela ou corredor. Como resultado, a aeronave pode ser amplamente ocupada antes que os assentos centrais precisem ser preenchidos, e cada passageiro não está a mais de um assento do corredor. É possível configurar a aeronave com assentos extras para uma configuração de até oito lado a lado, mas isso é menos comum.
O interior do 767 introduziu compartimentos superiores maiores e mais banheiros por passageiro do que as aeronaves anteriores. Os espaços de armazenamento são mais largos para acomodar roupas sem dobrar e reforçadas para bagagem de mão mais pesada. Uma única e grande cozinha é instalada perto das portas de popa, permitindo um serviço de refeições mais eficiente e um reabastecimento em terra mais simples. As portas do passageiro e de serviço são do tipo plugue superior, que retraem para cima, e as portas comumente usadas podem ser equipadas com um sistema de assistência elétrica.
Em 2000, um interior no estilo 777, conhecido como Boeing Signature Interior, estreou no 767-400ER. Posteriormente, adotado para todos os 767s novos, o Signature Interior apresenta compartimentos superiores ainda maiores, iluminação indireta e painéis curvos esculpidos. O 767-400ER também recebeu janelas maiores derivadas do 777. Os 767s mais antigos podem ser adaptados com o Signature Interior. Alguns operadores adotaram uma modificação mais simples conhecida como Enhanced Interior, apresentando painéis de teto curvos e iluminação indireta com modificação mínima da arquitetura da cabine, bem como modificações de reposição, como o pacote NuLook 767 da Heath Tecna.

## Histórico operacional

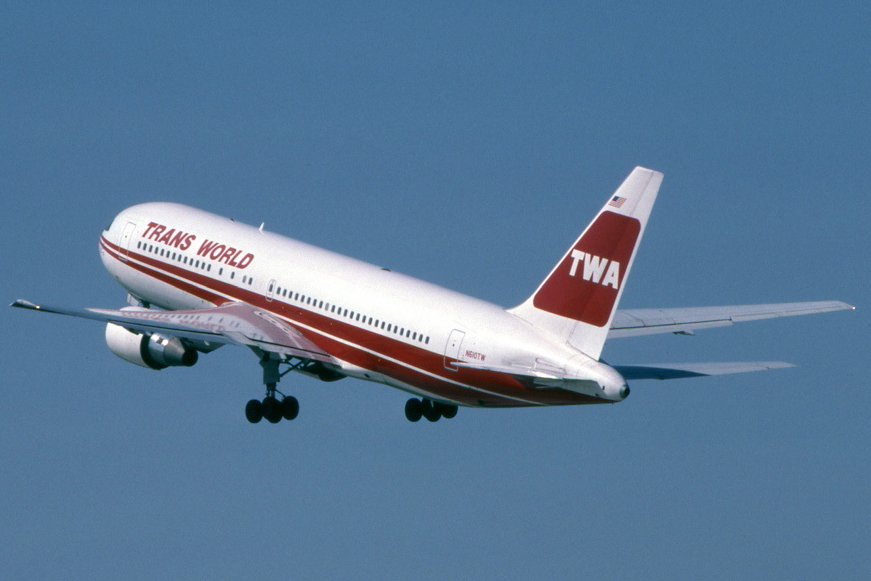
A TWA começou a operar os primeiros voos do 767-200 ETOPS em maio de 1985

Em seu primeiro ano, o 767 registrou taxa de despacho de 96,1%, que excedeu a média da indústria para aeronaves totalmente novas. Os operadores relataram classificações geralmente favoráveis para os níveis de ruído, conforto interno e desempenho econômico do bijato. Os problemas resolvidos foram menores e incluíram a recalibração de um sensor de ponta para evitar leituras falsas, a substituição de uma trava deslizante de evacuação e o reparo de um pivô da cauda para atender às especificações de produção.
Buscando capitalizar o potencial de crescimento de seu novo jato, a Boeing ofereceu um modelo de alcance estendido, o 767-200ER, em seu primeiro ano de serviço. A Ethiopian Airlines fez o primeiro pedido do tipo em dezembro de 1982. Apresentando maior peso bruto e capacidade de combustível, o modelo de alcance estendido pode transportar cargas mais pesadas a distâncias de até doze mil quilômetros, e foi direcionado a clientes no exterior. O 767-200ER entrou em serviço com a El Al em 27 de março de 1984. O tipo foi encomendado principalmente por companhias aéreas internacionais que operavam voos de tráfego médio e longa distância. Em maio de 1984, um 767-200ER da Ethiopian Airlines estabeleceu um recorde sem escalas (12 082 quilômetros) para um jato comercial de Washington DC para Addis Abeba.
Em meados da década de 1980, o 767 e seus rivais europeus, o Airbus A300 e o A310, lideraram o crescimento dos voos de jatos duplos no Atlântico Norte sob os regulamentos ETOPS (padrões de desempenho operacional bimotor de longo alcance), as regras de segurança da FAA que regem as operações transoceânicas voos em aeronaves com dois motores. Em 1976, o A300 foi o primeiro bijato a obter permissão para voar a noventa minutos de aeroportos de desvio, acima dos sessenta minutos. Em maio de 1985, a FAA concedeu sua primeira aprovação para voos ETOPS de 120 minutos para o 767, em uma base aérea individual começando com a TWA, desde que o operador atendesse aos critérios de segurança de voo. Isso permitiu que a aeronave voasse em rotas no exterior a até duas horas de distância da terra. O 767 queimou 3,2 toneladas a menos de combustível por hora do que um Lockheed L-1011 TriStar na rota entre Boston e Paris, uma economia enorme. O Airbus A310 obteve aprovação para voos ETOPS de 120 minutos um mês depois, em junho. As margens de segurança maiores foram permitidas por causa da confiabilidade aprimorada demonstrada pelos jatos duplos e seus motores turbofan. A FAA estendeu o tempo ETOPS para 180 minutos para 767 com motor CF6 em 1989, tornando o tipo o primeiro a ser certificado sob a duração mais longa, e todos os motores disponíveis receberam aprovação em 1993. A aprovação regulatória estimulou a expansão dos voos transoceânicos com aeronaves bijato e impulsionou as vendas tanto do 767 quanto de seus rivais.

## Variantes

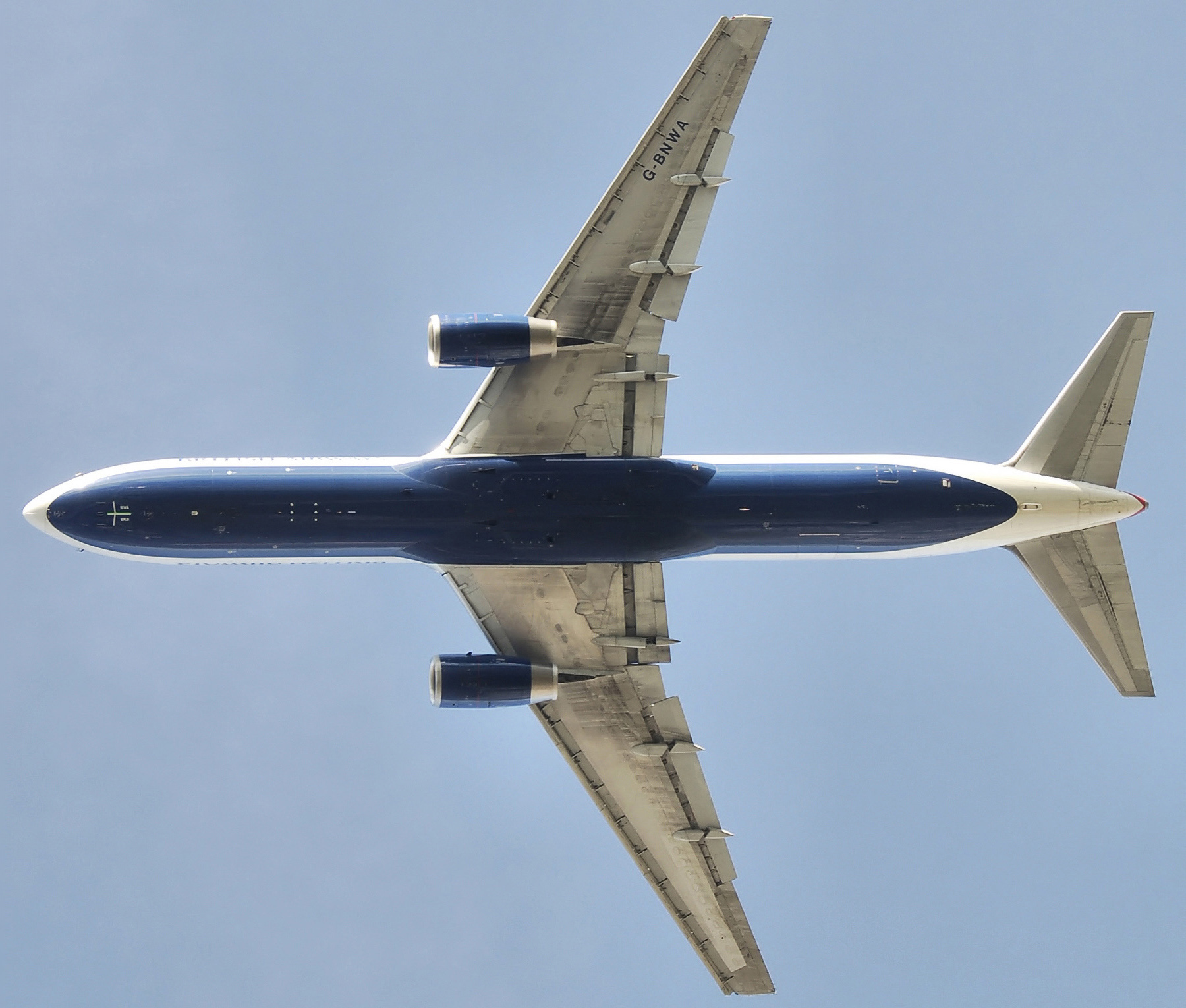
Vista plana de um, mostrando seus 47,57 metros de largura da asa com 283,3 metros quadrados de área e asas em flecha num ângulo de 31,5 graus, para uma proporção de 7.99:1

O 767 foi produzido em três comprimentos de fuselagem. Estes estrearam em forma progressivamente maior como o 767-200, 767-300 e 767-400ER. Variantes de maior alcance incluem o 767-200ER e o 767-300ER, enquanto os modelos de carga incluem o 767-300F, um cargueiro de produção, e conversões dos modelos de passageiros 767-200 e 767-300.
Ao se referir a diferentes variantes, a Boeing e as companhias aéreas geralmente reduzem o número do modelo (767) e o designador da variante, por exemplo –200 ou –300, para uma forma truncada, por exemplo, "762" ou "763". Após o número da capacidade, as designações podem anexar o identificador de faixa, embora -200ER e -300ER sejam designações de marketing da empresa e não sejam certificadas como tal. O sistema designador de tipo de aeronave da Organização Internacional de Aviação Civil (ICAO) usa um esquema de numeração semelhante, mas adiciona uma letra do fabricante precedente; todas as variantes baseadas no 767-200 e 767-300 são classificadas sob os códigos "B762" e "B763"; o 767-400ER recebe a designação de "B764".

### 767-200

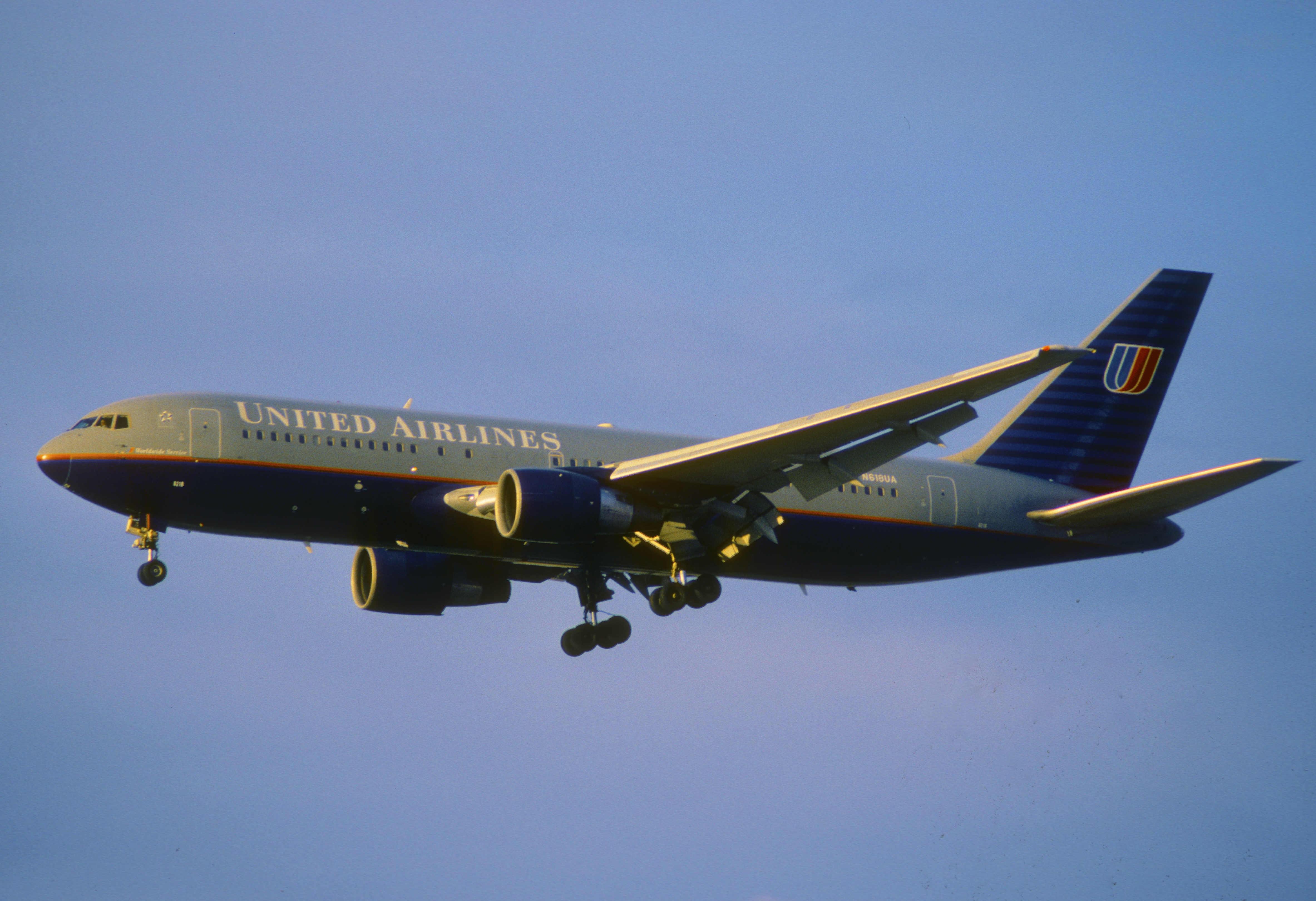
A United Airlines introduziu o 767-200 em 1982

O 767-200 era o modelo original e entrou em serviço na United Airlines em 1982. O tipo tem sido usado principalmente pelas principais operadoras dos EUA para rotas domésticas entre os principais centros centrais, como Los Angeles e Washington. O 767-200 foi a primeira aeronave a ser usada em voos ETOPS transatlânticos, começando com TWA em 1º de fevereiro de 1985, sob regras de desvio de noventa minutos. As entregas para a variante totalizaram 128 aeronaves. Havia 52 exemplares do modelo em serviço comercial desde julho de 2018, quase inteiramente como conversões de cargueiro. Os concorrentes do tipo incluíam o Airbus A300 e o A310.
O 767-200 foi produzido até 1987, quando a produção mudou para o 767-200ER de alcance estendido. Alguns dos primeiros 767-200 foram posteriormente atualizados para a especificação de alcance estendido. Em 1998, a Boeing começou a oferecer conversões do 767-200 para a especificação 767-200SF (Special Freighter) para uso de carga, e a Israel Aerospace Industries foi licenciada para realizar conversões de carga desde 2005. O processo de conversão envolve a instalação de uma porta de carga lateral, piso do convés principal reforçado e monitoramento de carga e equipamentos de segurança adicionais. O 767-200SF foi posicionado como um substituto para os cargueiros Douglas DC-8.

### 767-2C
Uma versão cargueira comercial do Boeing 767-200 com asas da série -300 e um cockpit atualizado voou pela primeira vez em 29 de dezembro de 2014. Uma variante militar do Boeing 767-2C é desenvolvida para a USAF como o KC-46. A Boeing está construindo duas aeronaves como cargueiros comerciais que serão usadas para obter a certificação da Administração Federal de Aviação, e mais dois Boeing 767-2Cs serão modificados como aviões-tanque militares. Desde 2014, a Boeing não tem clientes para o cargueiro.

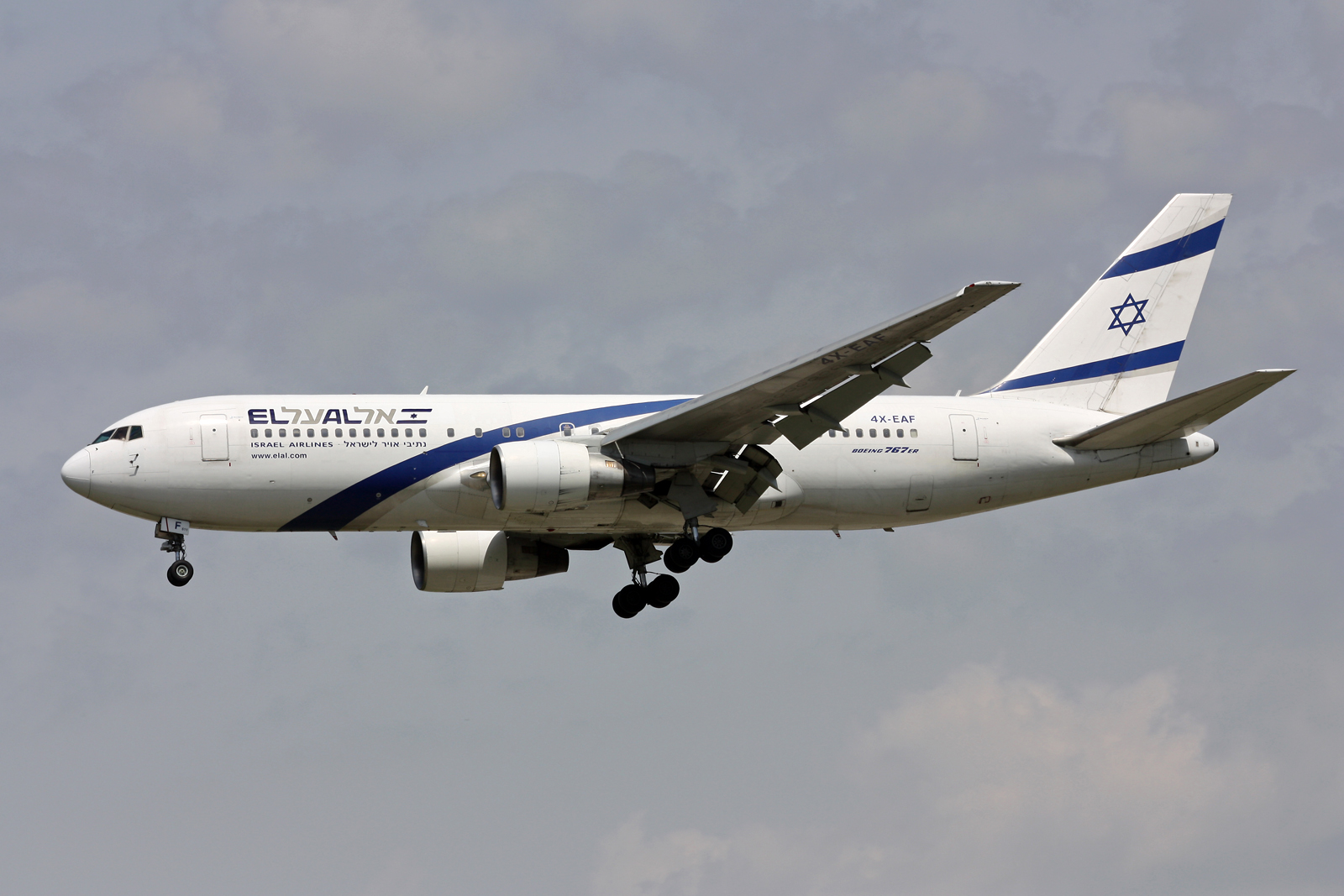
Um 767-200ER de seu cliente de lançamento, El Al. O -200ER é externamente semelhante ao -200

### 767-200ER
O 767-200ER foi o primeiro modelo de alcance estendido e entrou em serviço com a El Al em 1984. O maior alcance do tipo se deve à capacidade extra de combustível e maior peso máximo de decolagem (MTOW) de até 179 mil quilogramas. A capacidade adicional de combustível é conseguida usando a doca seca do tanque central para transportar combustível. O tanque central da variante não ER é o que é chamado de tanques laterais; duas metades interconectadas em cada raiz de asa com uma doca seca no meio. O tanque central também é usado nas variantes -300ER e -400ER.:35
Esta versão foi originalmente oferecida com os mesmos motores do 767-200, enquanto os motores Pratt & Whitney PW4000 e General Electric CF6 mais potentes foram posteriormente disponibilizados. O 767-200ER foi o primeiro 767 a completar uma viagem transatlântica sem escalas e quebrou o recorde de distância voada para um avião bijato em 17 de abril de 1988, com um voo da Air Mauritius de Halifax, Nova Escócia para Port Louis, Maurício, cobrindo 16 162 quilômetros. O 767-200ER foi adquirido por operadoras internacionais que buscavam aeronaves menores de fuselagem larga para rotas de longa distância, como Nova York a Pequim. As entregas do tipo totalizaram 121 sem pedidos não atendidos. Em julho de 2018, 21 exemplos de versões de conversão de passageiros e cargueiros estavam em serviço aéreo. Os principais concorrentes do tipo na época incluíam o Airbus A300-600 R e o A310-300.

### 767-300

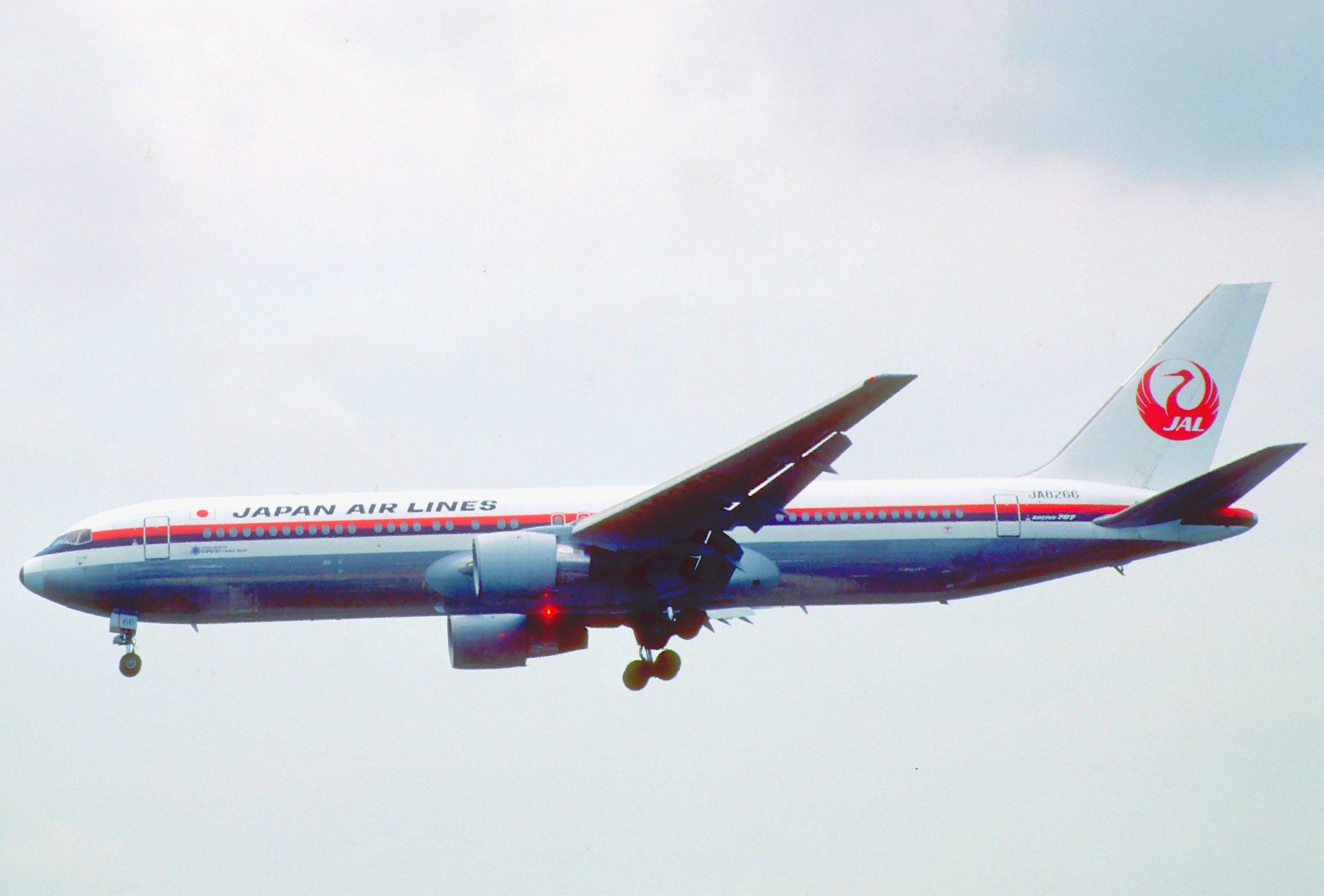
Um 767-300 de seu cliente de lançamento, a Japan Airlines

O 767-300, a primeira versão alongada da aeronave, entrou em serviço na Japan Airlines em 1986. O tipo apresenta 6,43 metros a mais de extensão da fuselagem em relação ao 767-200, conseguida por seções adicionais inseridas antes e depois das asas, para um comprimento total de 54,94 metros. Refletindo o potencial de crescimento embutido no projeto original do 767, as asas, motores e a maioria dos sistemas permaneceram praticamente inalterados no 767-300. Uma porta de saída opcional no meio da cabine está posicionada à frente das asas à esquerda, enquanto os motores Pratt & Whitney PW4000 e Rolls-Royce RB211 mais potentes posteriormente se tornaram disponíveis. A maior capacidade do 767-300 tem sido usada em rotas de alta densidade na Ásia e na Europa. O 767-300 foi produzido de 1986 até 2000. As entregas para o tipo totalizaram 104 aeronaves sem pedidos não atendidos restantes. Em julho de 2018, 34 da variante estavam em serviço aéreo. O principal concorrente do tipo era o Airbus A300.

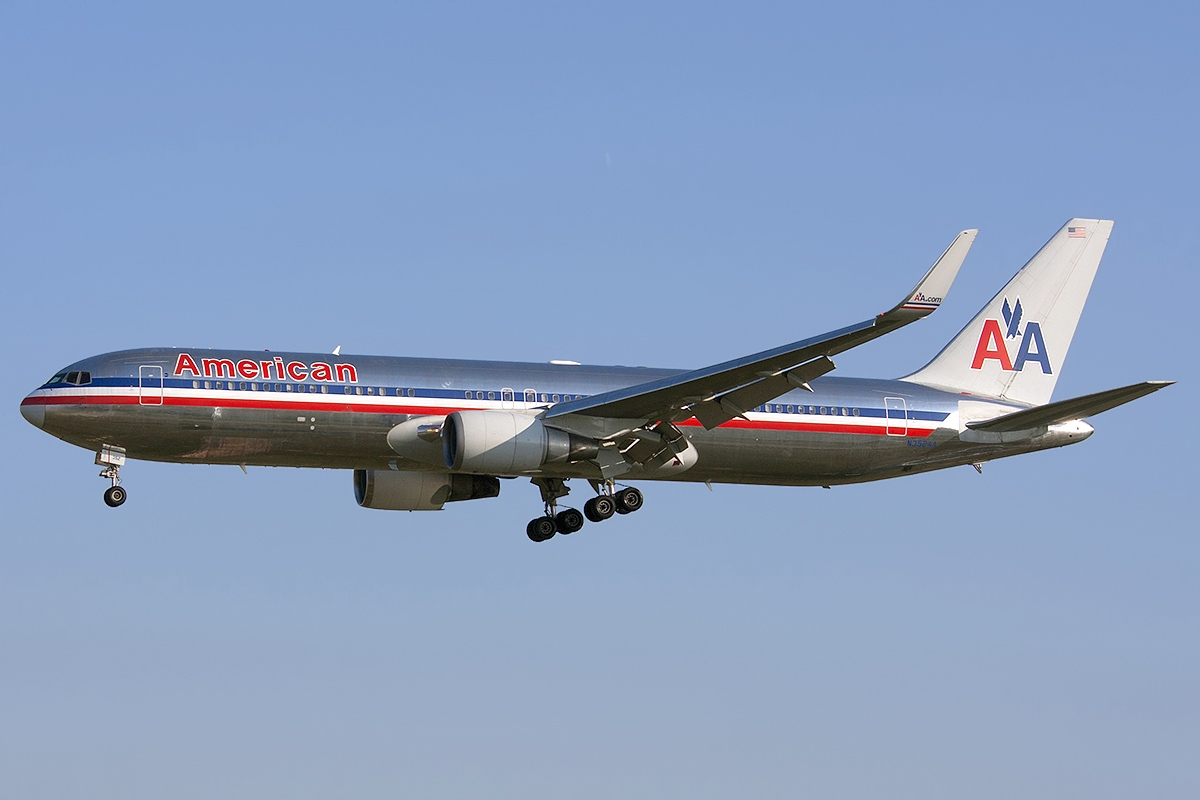
A American Airlines introduziu o 767-300ER em 1988. Este exemplar foi adaptado com winglets

### 767-300ER
O 767-300ER, a versão de alcance estendido do 767-300, entrou em serviço na American Airlines em 1988. O aumento do alcance do tipo foi possível devido ao maior tanque de combustível e um MTOW mais alto de 185 mil quilogramas. As melhorias de design permitiram que o MTOW disponível aumentasse para 187 mil até 1993. A energia é fornecida pelos motores Pratt & Whitney PW4000, General Electric CF6 ou Rolls-Royce RB211. O 767-300ER vem em três configurações de saída: a configuração básica tem quatro portas de cabine principais e quatro saídas de janelas sobre as asas, a segunda configuração tem seis portas de cabine principais e duas saídas de janelas sobre as asas; e a terceira configuração possui seis portas de cabine principais, além de duas portas menores localizadas atrás das asas. Rotas típicas para o tipo incluem Los Angeles para Frankfurt.
A combinação de maior capacidade e alcance para o -300ER tem sido particularmente atraente para os operadores de 767s mais novos. É a versão 767 de maior sucesso, com mais pedidos feitos do que todas as outras variantes combinadas. Desde novembro de  2017, as entregas do 767-300ER estão em 583 sem pedidos não atendidos. Havia 376 exemplares em serviço desde julho de 2018. O principal concorrente do tipo é o Airbus A330-200. No auge da década de 1990, um novo 767-300ER foi avaliado em 85 milhões de dólares, caindo para cerca de doze milhões em 2018 para uma construção de 1996.

### 767-300F

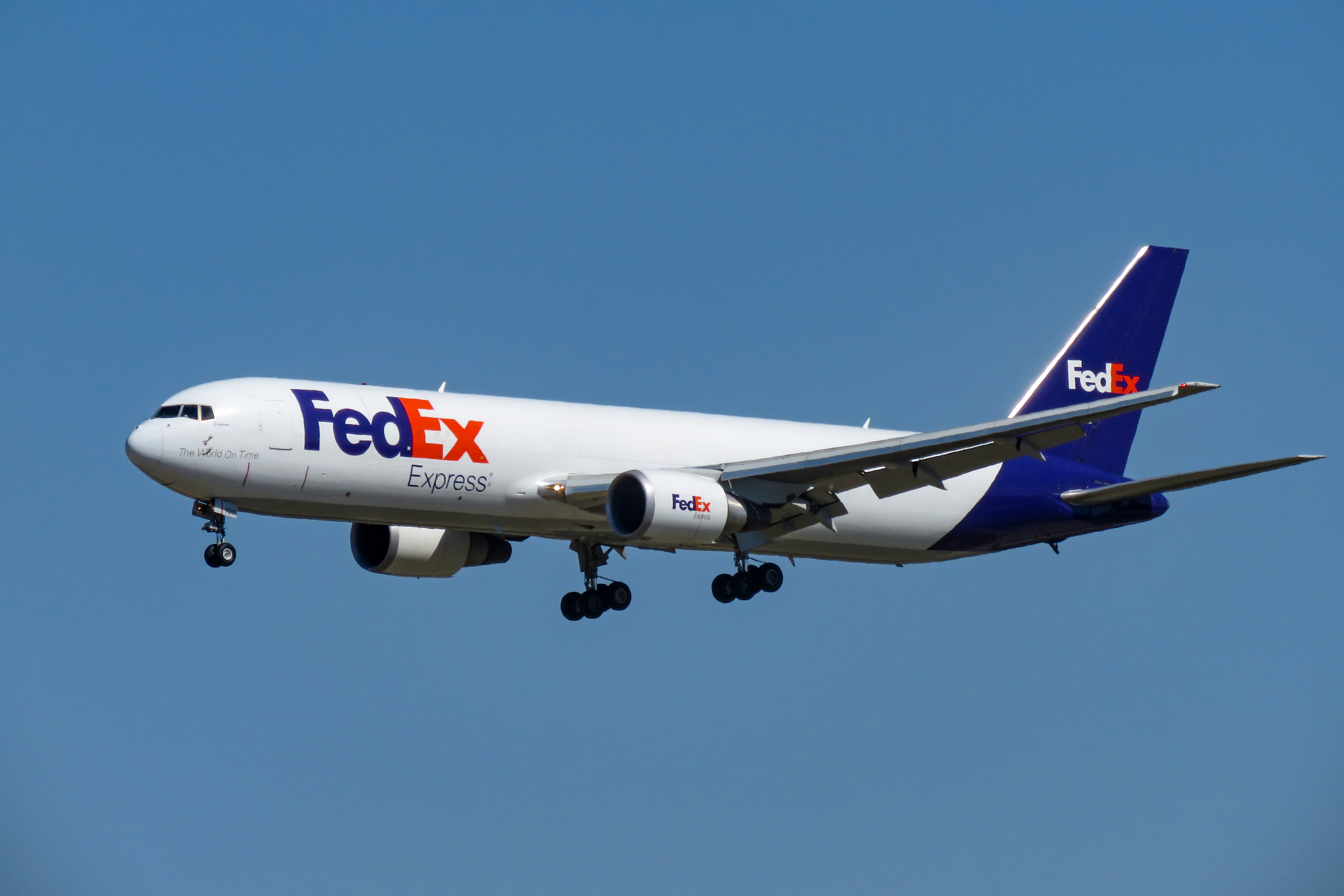
Um 767-300F da FedEx Express

O 767-300F, a versão cargueira de produção do 767-300ER, entrou em serviço com a UPS Airlines em 1995. O 767-300F pode acomodar até 24 unidades de paletes padrão (220 por 320 centímetros) em seu convés principal e até trinta dispositivos de carga unitária LD2 no convés inferior, com um volume total de carga de 440 metros cúbicos. O cargueiro tem uma porta de carga no convés principal e uma saída para a tripulação, enquanto o convés inferior apresenta duas portas de carga a estibordo e uma porta de carga a bombordo. Uma versão de mercado geral com sistemas de manuseio de carga a bordo, capacidade de refrigeração e instalações para tripulação foi entregue à Asiana Airlines em 23 de agosto de 1996. Desde agosto de 2019, as entregas do 767-300F contam 161 com 61 pedidos por atender. As companhias aéreas operavam 222 exemplos da variante de cargueiro e conversões de cargueiro em julho de 2018.

#### Cargueiros convertidos
Em junho de 2008, a All Nippon Airways recebeu o primeiro 767-300BCF (Boeing Converted Freighter), um modelo modificado de passageiro para cargueiro. O trabalho de conversão foi realizado em Cingapura pela ST Aerospace Services, o primeiro fornecedor a oferecer um programa 767-300BCF, e envolveu a adição de uma porta de carga no convés principal, piso do convés principal reforçado e monitoramento de carga adicional e equipamentos de segurança.
A Israel Aerospace Industries oferece um programa de conversão de aviões de passageiros para cargueiros chamado 767-300BDSF (BEDEK Special Freighter). A Wagner Aeronautical oferece um programa semelhante, porém este é voltado para aeronaves da série 767-300.

### 767-400ER

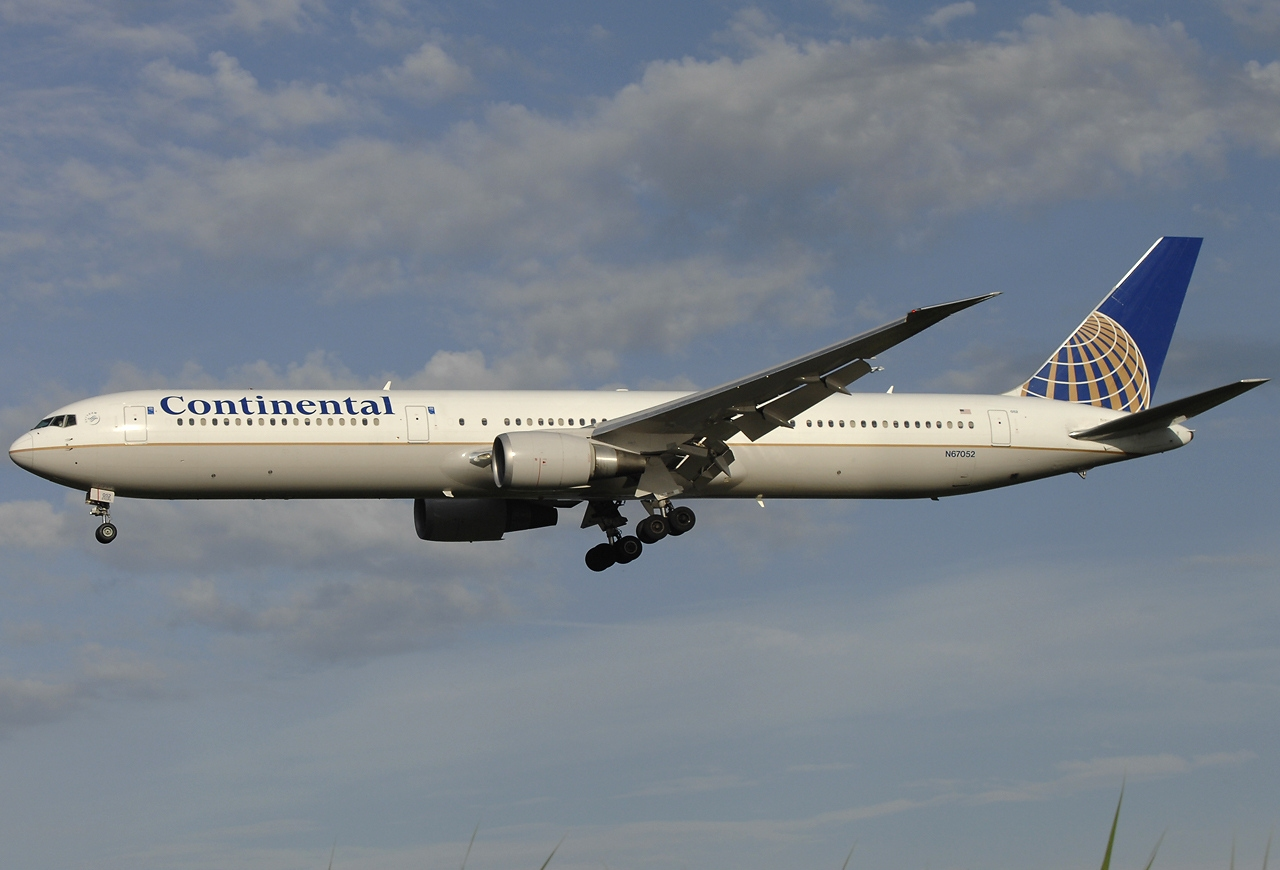
Um 767-400ER da Continental Airlines, seu cliente de lançamento

O 767-400ER, o primeiro jato de fuselagem larga da Boeing resultante de dois trechos de fuselagem, entrou em serviço com a Continental Airlines em 2000. O tipo apresenta 6,4 metros a mais de comprimento sobre o 767-300, para um tamanho total de 61,34 metros. A envergadura também é aumentada em 4,4 metros através da adição de winglets. A configuração de saída usa seis portas de cabine principais e duas portas de saída menores atrás das asas, semelhantes a alguns 767-300ER. Outras diferenças incluem um cockpit atualizado, trem de pouso redesenhado e um interior no estilo 777. A energia é fornecida por motores General Electric CF6 aprimorados.
A FAA concedeu aprovação para o 767-400ER operar voos ETOPS de 180 minutos antes de entrar em serviço. Como sua capacidade de combustível não foi aumentada em relação aos modelos anteriores, o 767-400ER tem um alcance de dez mil quilômetros, menos do que os 767s de alcance estendido anteriores.
O 767-400ERX de maior alcance foi oferecido em julho de 2000 antes de ser cancelado um ano depois, deixando o 767-400ER como a única versão maior do 767. A Boeing retirou o 767-400ER e o -200ER de sua lista de pedidos em 2014.
Um total de 37 767-400ERs foram entregues às duas companhias aéreas clientes da variante, Continental Airlines (agora fundida com a United Airlines) e Delta Air Lines, sem pedidos não atendidos. Todos os 37 exemplares do -400ER estavam em serviço em julho de 2018. Um exemplo adicional foi produzido como teste militar e posteriormente vendido como transporte VIP. O concorrente mais próximo do tipo é o Airbus A330-200.

### Militares e governamentais
Versões do 767 atendem a várias aplicações militares e governamentais, com responsabilidades que vão desde vigilância aérea e reabastecimento até carga e transporte VIP. Vários 767 militares foram derivados do 767-200ER, a versão de maior alcance da aeronave.
- Airbone Surveillance Testbed – o Airborne Optical Adjunct (AOA) foi modificado do protótipo 767-200 para um programa do Exército dos Estados Unidos, sob contrato assinado com o Comando Aéreo Estratégico em julho de 1984.[163] Destinado a avaliar a viabilidade do uso de sensores ópticos no ar para detectar e rastrear mísseis balísticos intercontinentais hostis, a aeronave modificada voou pela primeira vez em 21 de agosto de 1987.[164] As alterações incluíram uma grande "cúpula" ou saliência no topo da aeronave, de cima da cabine até logo atrás do bordo de fuga das asas,[163] e um par de aletas ventrais abaixo da fuselagem traseira.[164] Dentro da cúpula havia um conjunto de buscadores infravermelhos usados para rastrear lançamentos de mísseis balísticos no teatro de operações.[165] A aeronave foi posteriormente renomeada como Airborne Surveillance Testbed (AST).[166] Após o fim do programa AST em 2002, a aeronave foi retirada para sucateamento.[167]E-767 AWACS das Forças de Autodefesa do Japão

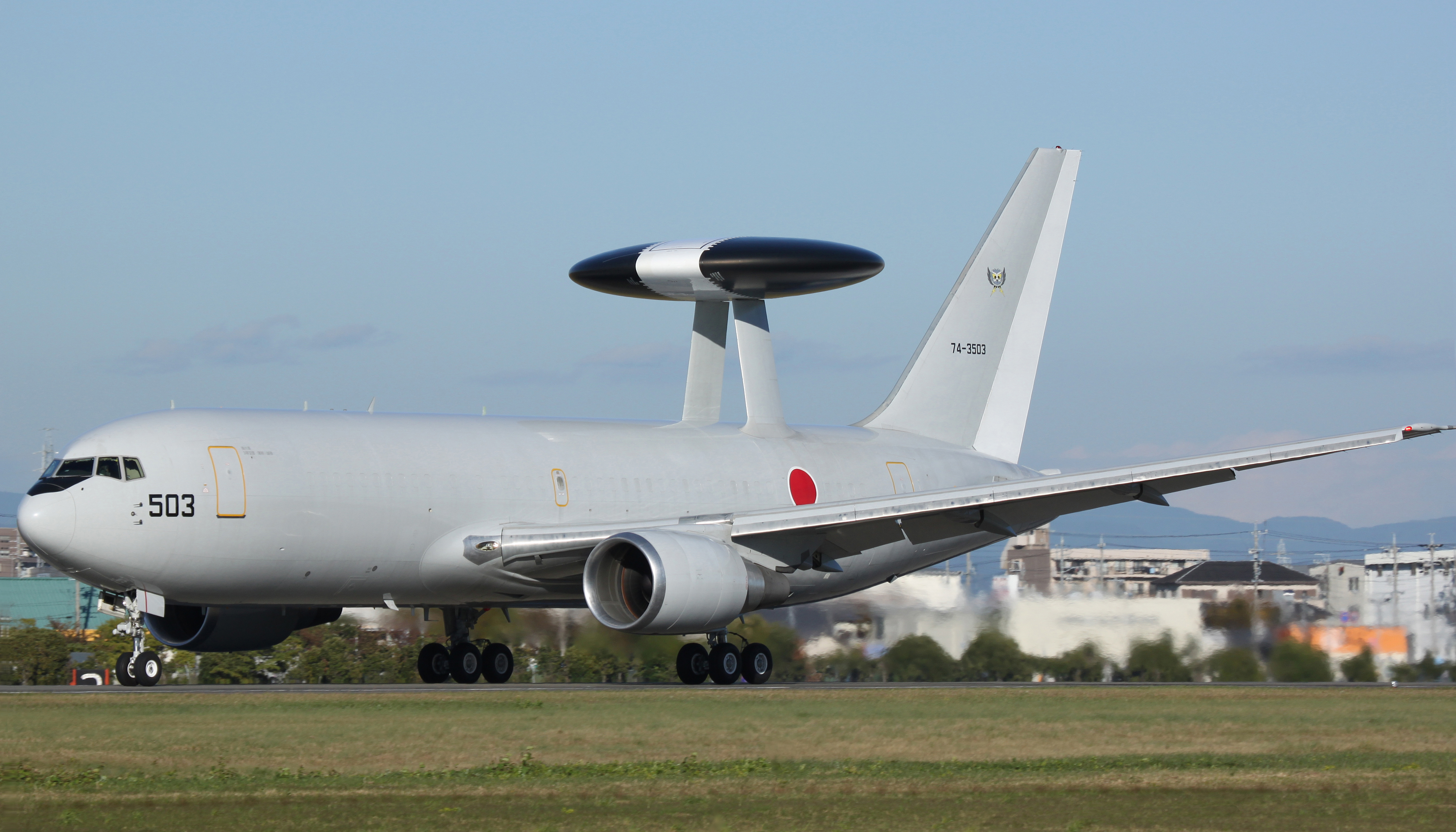
E-767 AWACS das Forças de Autodefesa do Japão

- E-767 – a plataforma de Alerta Aéreo Antecipado e Controle (AWACS) para as Forças de Autodefesa do Japão; é essencialmente o Boeing E-3 Sentry em uma plataforma 767-200ER.[56] As modificações do E-767, concluídas nos 767-200ERs levados da fábrica de Everett para a Boeing Integrated Defense Systems em Wichita, Kansas, incluem reforço para acomodar um sistema de radar de vigilância dorsal, alterações na nacele do motor, bem como mudanças elétricas e internas.[58] O Japão opera quatro E-767s. Os primeiros E-767 foram entregues em março de 1998.[57]
- KC-767 Tanker Transport - a plataforma de reabastecimento aéreo baseada no 767-200ER operada pela Força Aérea Italiana (Aeronautica Militare)[168] e pelas Forças de Autodefesa do Japão.[70] As modificações conduzidas pelos Sistemas Integrados de Defesa da Boeing incluem a adição de um boom de reabastecimento fly-by-wire, flaps reforçados e tanques de combustível auxiliares opcionais, bem como reforço estrutural e aviônicos modificados.[66] Os quatro KC-767Js encomendados pelo Japão foram entregues.[70] A Aeronautica Militare recebeu o primeiro de seus quatro KC-767A em janeiro de 2011.[169]Petroleiro KC-767A da Força Aérea Italiana

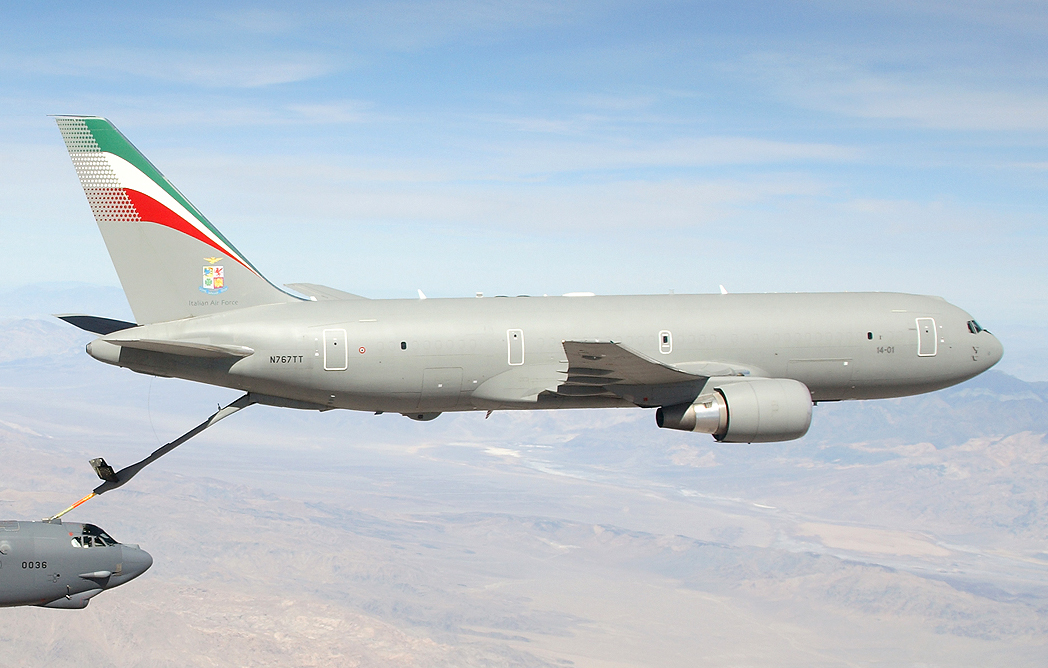
Petroleiro KC-767A da Força Aérea Italiana

- KC-767 Advanced Tanker – o tanque aéreo baseado no 767-200ER desenvolvido como parte do programa KC-X.[68] É uma versão atualizada do KC-767, originalmente selecionado como o novo avião-tanque da USAF em 2003, designado KC-767A,[170] e depois descartado em meio a alegações de conflito de interesses.[68] O KC-767 Advanced Tanker é derivado de estudos para uma versão de carga de longo alcance do 767-200ER,[162][171] e apresenta uma lança de reabastecimento fly-by-wire, um sistema de reabastecimento de visão remota e um convés de voo baseado no -400ER com telas LCD e monitores head-up.[88]
- KC-46 - um petroleiro baseado no 767, não derivado do KC-767, concedido como parte do contrato KC-X para a USAF.[87]
- Tanques Convertidos – o 767 MMTT ou Multi-Mission Tanker Transport é uma aeronave baseada no 767-200ER operada pela Força Aérea Colombiana (Fuerza Aérea Colombiana) e modificada pela Israel Aerospace Industries.[172] Em 2013, a Força Aérea Brasileira encomendou duas conversões de aviões-tanque 767-300ER da IAI para seu programa KC-X2.[173]
- E-10 MC2A - o Northrop Grumman E-10 seria um substituto baseado no 767-400ER para as aeronaves E-3 Sentry AWACS baseadas no 707 da USAF, Northrop Grumman E-8 Joint STARS e RC-135 SIGINT.[174] O E-10 teria incluído um sistema AWACS totalmente novo, com uma poderosa matriz de varredura eletrônica ativa (AESA) que também era capaz de bloquear aeronaves ou mísseis inimigos.[175] Uma aeronave 767-400ER foi construída como um teste para integração de sistemas, mas o programa foi encerrado em janeiro de 2009 e o protótipo foi posteriormente vendido para o Bahrein como um transporte VIP.[159]

### Variantes não desenvolvidas

#### 767-X
Em 1986, a Boeing anunciou planos para um projeto parcial do Boeing 767 de dois andares. A aeronave teria combinado o Boeing 767-300 com uma seção transversal do Boeing 757 montada sobre a fuselagem traseira. O Boeing 767-X também teria asas estendidas e uma cabine mais larga. O 767-X não obteve interesse suficiente das companhias aéreas para ser lançado e o modelo foi arquivado em 1988 em favor do Boeing 777.

#### 767-400ERX
Em março de 2000, a Boeing lançaria o 767-400ERX de 259 assentos com um pedido inicial para três da Kenya Airways com entregas planejadas para 2004, conforme proposto à Lauda Air. O aumento do peso bruto e um tanque de combustível na cauda teriam aumentado seu alcance de 1 110 para 12 025 quilômetros, e a GE poderia oferecer seus CF6 -80C2/G2 de 290-300 kilonewtons para a aeronave. A Rolls-Royce ofereceu seus Trent 600 de 300-320 kilonewtons para o 767-400ERX e o Boeing 747X.
Oferecido em julho, o -400ERX de longo alcance teria uma asa reforçada, fuselagem e trem de pouso para 6,8 tonelada, maior MTOW, até 210,92 toneladas. O impulso aumentaria para 320 kilonewtons para melhor desempenho de decolagem, com o Trent 600 ou General Electric/Pratt & Whitney Engine Alliance GP7172, também oferecido no 747X. O alcance aumentaria de 950 para 11 390 quilômetros, com um tanque de combustível adicional de 8 120 litros na cauda horizontal. O 767-400ERX ofereceria a capacidade do Airbus A330-200 com queima de combustível e custos três por cento menores. A Boeing cancelou o desenvolvimento da variante em 2001. A Kenya Airways então mudou seu pedido para o 777-200ER.

## Operadores
Em julho de 2018, 742 aeronaves estavam em serviço aéreo: 73 -200s, 632 -300 e 37 -400ER com 65 -300F encomendados; as maiores operadoras são Delta Air Lines (77), FedEx (60; maior operadora de carga), UPS Airlines (59), United Airlines (51), Japan Airlines (35), All Nippon Airways (34). Os concorrentes do tipo incluíam o Airbus A300 e o A310.
Os maiores 767 clientes por pedidos feitos são FedEx Express (150), Delta Air Lines (117), All Nippon Airways (96), American Airlines (88) e United Airlines (82). Delta e United são os únicos clientes com pedidos de todas as variantes de passageiros -200, -300 e -400ER. Em julho de 2015, a FedEx fez um pedido firme de cinquenta cargueiros Boeing 767 com entregas de 2018 a 2023.

### Pedidos e entregas
| Ano      | Total | 2023 | 2022 | 2021 | 2020 | 2019 | 2018 |
| -------- | ----- | ---- | ---- | ---- | ---- | ---- | ---- |
| Pedidos  | 1.392 | 15   | 31   | 65   | 11   | 26   | 40   |
| Entregas | 1.283 | 12   | 33   | 32   | 30   | 43   | 27   |

| Ano      | 2017 | 2016 | 2015 | 2014 | 2013 | 2012 | 2011 | 2010 | 2009 | 2008 | 2007 | 2006 | 2005 | 2004 | 2003 | 2002 | 2001 | 2000 | 1999 | 1998 |
| -------- | ---- | ---- | ---- | ---- | ---- | ---- | ---- | ---- | ---- | ---- | ---- | ---- | ---- | ---- | ---- | ---- | ---- | ---- | ---- | ---- |
| Pedidos  | 15   | 26   | 49   | 4    | 2    | 22   | 42   | 3    | 7    | 24   | 36   | 10   | 19   | 8    | 11   | 8    | 40   | 9    | 30   | 38   |
| Entregas | 10   | 13   | 16   | 6    | 21   | 26   | 20   | 12   | 13   | 10   | 12   | 12   | 10   | 9    | 24   | 35   | 40   | 44   | 44   | 47   |

| Ano      | 1997 | 1996 | 1995 | 1994 | 1993 | 1992 | 1991 | 1990 | 1989 | 1988 | 1987 | 1986 | 1985 | 1984 | 1983 | 1982 | 1981 | 1980 | 1979 | 1978 |
| -------- | ---- | ---- | ---- | ---- | ---- | ---- | ---- | ---- | ---- | ---- | ---- | ---- | ---- | ---- | ---- | ---- | ---- | ---- | ---- | ---- |
| Pedidos  | 79   | 43   | 22   | 17   | 54   | 21   | 65   | 52   | 100  | 83   | 57   | 23   | 38   | 15   | 20   | 2    | 5    | 11   | 45   | 49   |
| Entregas | 42   | 43   | 37   | 41   | 51   | 63   | 62   | 60   | 37   | 53   | 37   | 27   | 25   | 29   | 55   | 20   | 0    | 0    | 0    | 0    |

#### Pedidos e entregas do Boeing 767 (cumulativo por ano)
Pedidos
 Entregas
- Dados de Julho de 2023.[181][1][81][183][184][185]

### Resumo do modelo

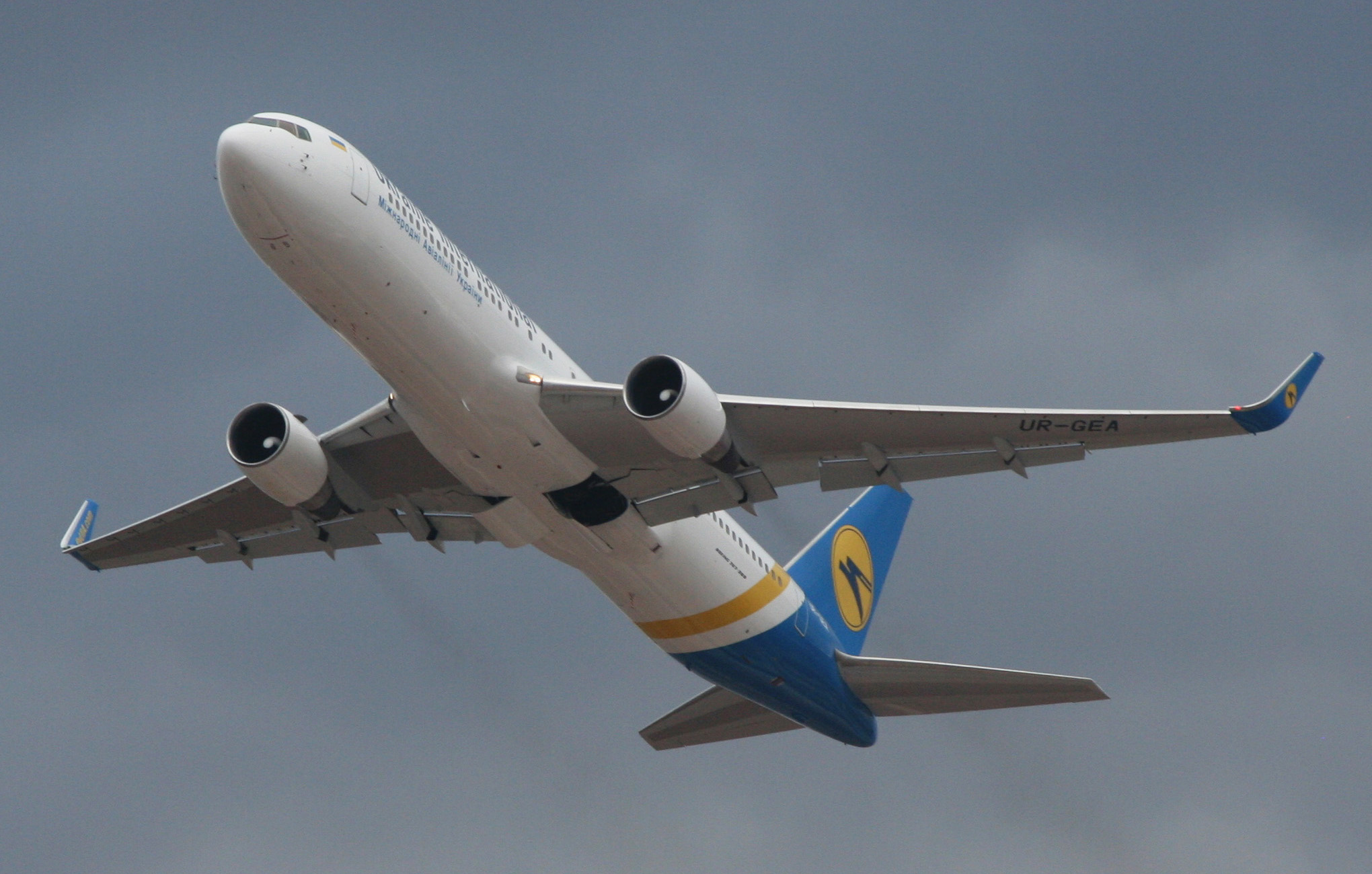
Um 767-300ER da Ukraine International Airlines com winglets opcionais

| Série modelo   | Código ICAO | Pedidos | Entregas | Pedidos não atendidos |
| -------------- | ----------- | ------- | -------- | --------------------- |
| 767-200        | B762        | 128     | 128      | —                     |
| 767-200ER      | B762        | 121     | 121      | —                     |
| 767-2C (KC-46) | B762        | 138     | 75       | 63                    |
| 767-300        | B763        | 104     | 104      | —                     |
| 767-300ER      | B763        | 583     | 583      | —                     |
| 767-300F       | B763        | 280     | 234      | 46                    |
| 767-400ER      | B764        | 38      | 38       | —                     |
| Total          | Total       | 1.392   | 1.283    | 109                   |

- Dados de Junho de 2023.[181][1]

## Acidentes e incidentes

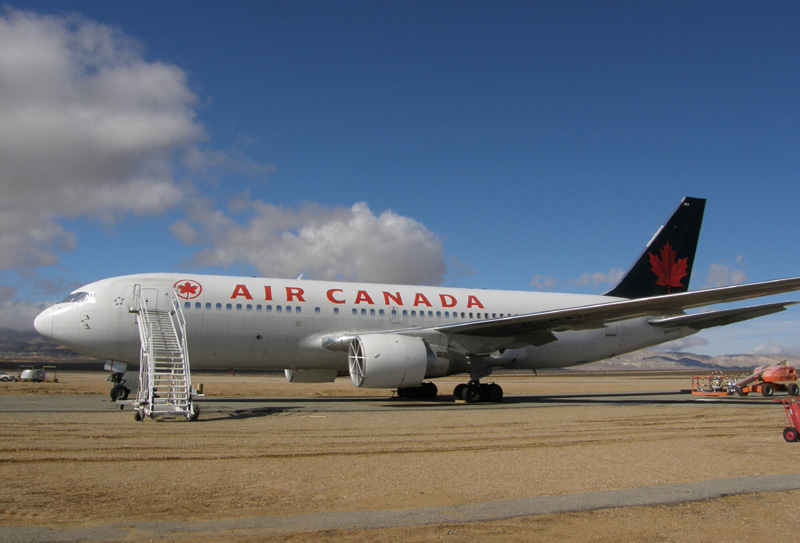
O "Planador de Gimli" (C-GAUN) estacionado no Porto Espacial e Aéreo de Mojave em fevereiro de 2008

Até fevereiro de 2019, o Boeing 767 se envolveu em sessenta acidentes e incidentes aéreos, incluindo dezenove perdas totais. Sete acidentes fatais, incluindo três sequestros de aeronave, resultando em 854 fatalidades.

### Acidentes fatais
O primeiro acidente fatal do avião, Voo Lauda Air 004, ocorreu perto de Bangkok em 26 de maio de 1991, após a ativação em voo do reversor de empuxo do motor esquerdo em um 767-300ER; nenhum dos 223 a bordo sobreviveu; como resultado desse acidente, todos os reversores de empuxo do 767 foram desativados até que um redesenho fosse implementado. Os investigadores determinaram que a culpa era de uma válvula controlada eletronicamente, comum nos modelos mais recentes de aeronaves da Boeing. Um novo dispositivo de bloqueio foi instalado em todos os jatos afetados, incluindo 767s.
Em 31 de outubro de 1999, o voo EgyptAir 990, um 767-300ER, caiu em Nantucket, Massachusetts, em águas internacionais, matando todas as 217 pessoas a bordo. O National Transportation Safety Board (NTSB) dos Estados Unidos deu a causa do acidente como "não determinada", mas apontou como provável a ação deliberada do primeiro oficial; O Egito contestou essa conclusão.
Em 15 de abril de 2002, o voo 129 da Air China, um 767-200ER, caiu em uma colina em meio ao mau tempo enquanto tentava pousar no Aeroporto Internacional de Gimhae em Busan, Coreia do Sul. O acidente resultou na morte de 129 das 166 pessoas a bordo, e a causa foi atribuída a erro do piloto.
Em 23 de fevereiro de 2019, o voo Atlas Air 3591, um cargueiro Boeing 767-300ERF operando para a Amazon Air, caiu em Trinity Bay perto de Houston, Texas, enquanto descia para o Aeroporto Intercontinental George Bush; ambos os pilotos e o único passageiro morreram. A causa foi atribuída a erro do piloto e desorientação espacial.

### Sequestros

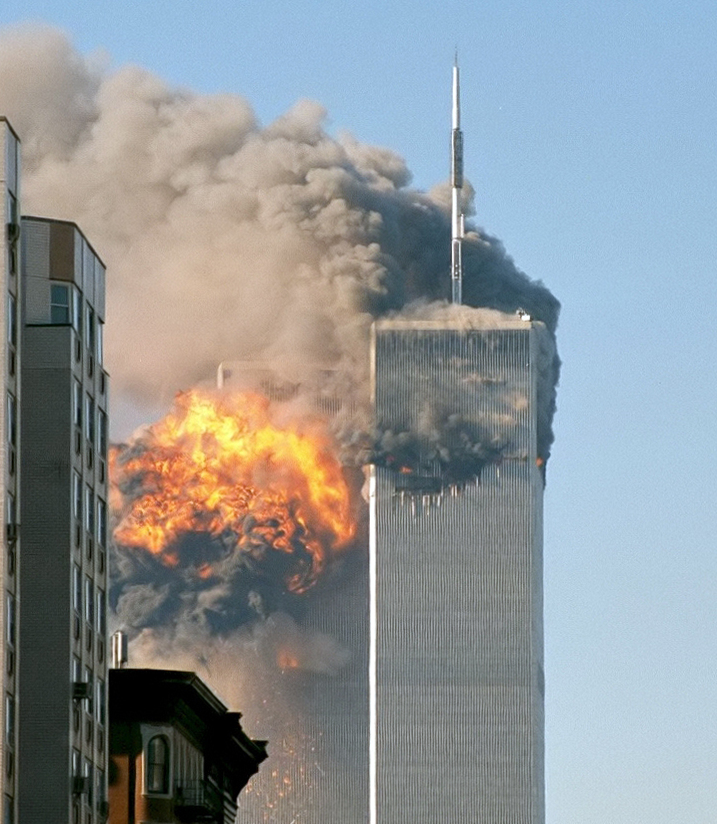
Colisão do voo 175 da United Airlines contra a torre sul (à esquerda) do World Trade Center

O 767 esteve envolvido em seis sequestros, três resultando em perda de vidas, para um total combinado de 282 mortes de ocupantes. Em 23 de novembro de 1996, o voo 961 da Ethiopian Airlines, um 767-200ER, foi sequestrado e caiu no Oceano Índico perto das Ilhas Comoro após ficar sem combustível, matando 125 das 175 pessoas a bordo; este foi um raro exemplo de ocupantes sobrevivendo a uma aeronave caindo na água. Dois 767 estiveram envolvidos nos ataques de 11 de setembro ao World Trade Center em 2001, resultando no colapso de suas duas torres principais. O voo 11 da American Airlines, um 767-200ER, colidiu com a Torre Norte, matando todas as 92 pessoas a bordo, e o voo 175 da United Airlines, um 767-200, colidiu com a Torre Sul, com a morte de todas as 65 pessoas a bordo. Além disso, mais de 2 600 pessoas foram mortas nas torres ou no solo. Uma tentativa fracassada de bomba de sapato em dezembro de 2001 envolveu um 767-300ER da American Airlines.

### Perdas totais
Em 1 de novembro de 2011, o voo LOT Polish Airlines 16, um 767-300ER, pousou em segurança no Aeroporto Frédéric Chopin de Varsóvia, Polônia após uma falha mecânica do trem de pouso que forçou um pouso de emergência com o trem de pouso recolhido. Não houve feridos, mas a aeronave envolvida foi seriamente danificada e posteriormente retirada de serviço. Na época do incidente, os analistas de aviação especularam que teria sido a primeira ocorrência de falha completa do trem de pouso na história do serviço do 767. A investigação subsequente determinou que, embora uma mangueira danificada tenha desativado o sistema de extensão do trem de pouso principal da aeronave, um sistema de backup funcional estava inoperante devido a uma desativação acidental do disjuntor.
Em 28 de outubro de 2016, o voo 383 da American Airlines, um 767-300ER com 161 passageiros e 9 tripulantes, abortou a decolagem no Aeroporto O'Hare de Chicago após uma falha incontida do motor direito GE CF6-80C2. A falha do motor, que lançou fragmentos a uma distância considerável, causou um vazamento de combustível, resultando em um incêndio sob a asa direita. Fogo e fumaça entraram na cabine. Todos os passageiros e tripulantes evacuaram a aeronave, com vinte passageiros e um comissário de bordo sofrendo ferimentos leves usando os escorregadores de evacuação.

### Outros incidentes
O primeiro incidente do 767 foi o voo 143 da Air Canada, um 767-200, em 23 de julho de 1983. O avião ficou sem combustível durante o voo e teve que planar com os dois motores desligados por quase oitenta quilômetros para um pouso de emergência em Gimli, Manitoba, Canadá. Os pilotos usaram a turbina eólica da aeronave para alimentar os sistemas hidráulicos de controle aerodinâmico. Não houve vítimas fatais e apenas ferimentos leves. Esta aeronave foi apelidada de "Planador de Gimli" devido ao seu local de pouso. A aeronave, registrada C-GAUN, continuou voando para a Air Canada até sua aposentadoria em janeiro de 2008.
Em janeiro de 2014, a Administração Federal de Aviação dos Estados Unidos emitiu uma diretiva ordenando inspeções dos elevadores em mais de quatrocentos 767s a partir de março de 2014; o foco estava nos fixadores e outras peças que podem falhar e causar o travamento dos elevadores. O problema foi identificado pela primeira vez em 2000 e tem sido objeto de vários boletins de serviço da Boeing. As inspeções e reparos devem ser concluídos no prazo de seis anos. A aeronave também teve várias ocorrências de "insuflação de escorregador de escape não comandada" durante a manutenção ou operações e durante o voo. No final de 2015, a FAA emitiu uma diretriz preliminar para resolver o problema.

## Aposentadoria e exibição

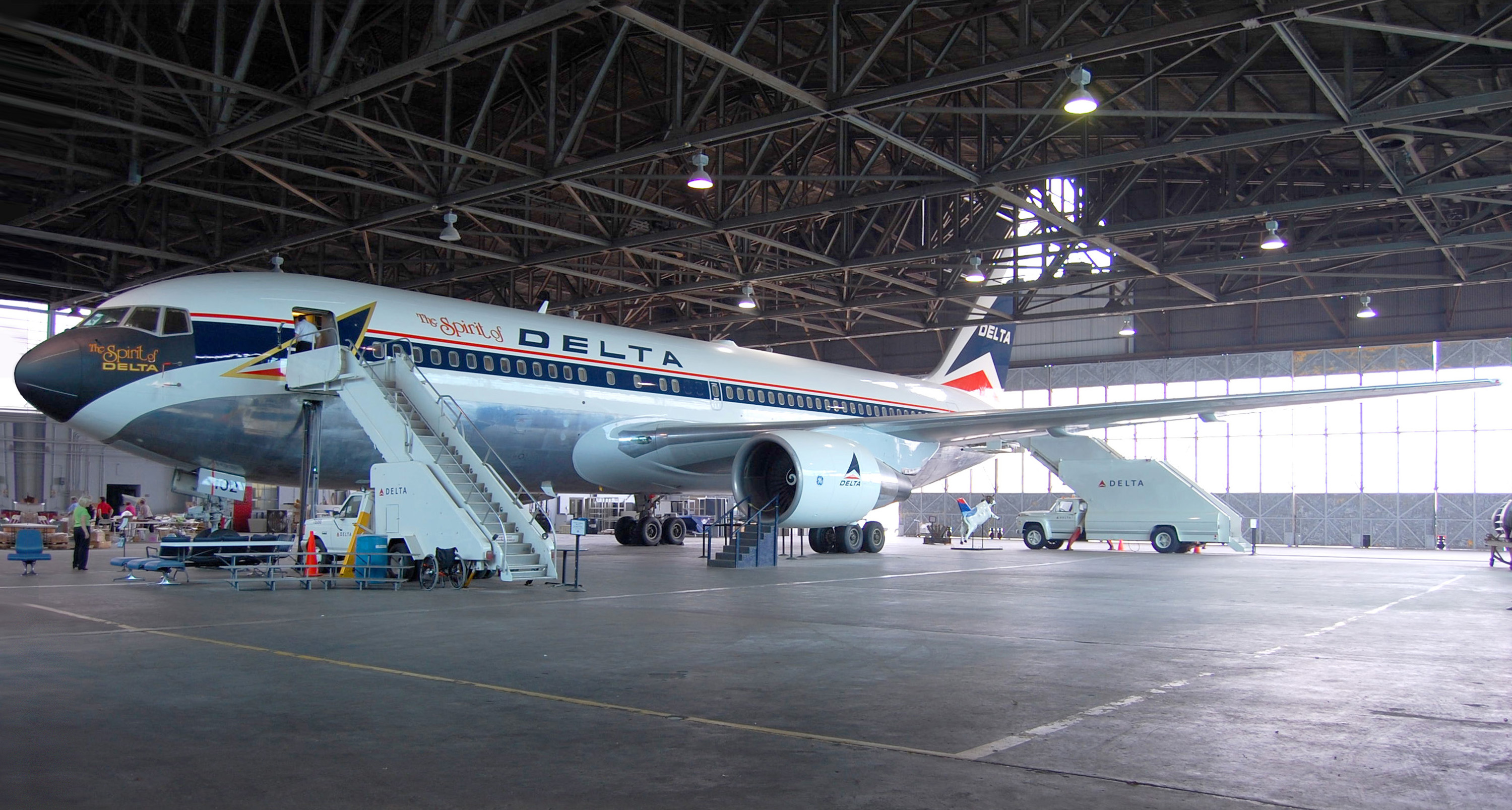
"The Spirit of Delta" no Delta Flight Museum

À medida que as novas variantes do 767 saem da linha de montagem, os modelos de série mais antigos foram retirados e convertidos para uso de carga, armazenados ou descartados. Uma aeronave, N102DA, é o primeiro 767-200 a operar para a Delta Air Lines e o décimo segundo exemplar construído. Ela foi retirada do serviço aéreo em fevereiro de 2006, depois de ser repintada de volta à sua pintura original da Delta de 1982 e receber um tour de despedida. Em seguida, foi colocado em exibição no Delta Flight Museum no campus corporativo da Delta, próximo ao Aeroporto Internacional Hartsfield-Jackson Atlanta. "The Spirit of Delta" está em exibição pública desde 2022.
Em 2013, um empresário brasileiro comprou um 767-200 que operava para a extinta companhia Transbrasil sob o registro PT-TAC. A aeronave, que foi vendida em um leilão de falência, foi colocada em exibição ao ar livre em Taguatinga como parte de uma proposta de desenvolvimento comercial. Desde 2019, no entanto, o desenvolvimento não se concretizou. A aeronave está sem motores ou trem de pouso, deteriorou-se devido à exposição ao tempo e atos de vandalismo, mas permanece acessível ao público.

## Especificações
|                                                                 | 767-200                                                                  | 767-200ER                                                                | 767-200BDSF                                                              | 767-300                                                                  | 767-300ER                                                                | 767-300F                                                                 | 767-400ER                                                                |
| --------------------------------------------------------------- | ------------------------------------------------------------------------ | ------------------------------------------------------------------------ | ------------------------------------------------------------------------ | ------------------------------------------------------------------------ | ------------------------------------------------------------------------ | ------------------------------------------------------------------------ | ------------------------------------------------------------------------ |
| Tripulação de cockpit                                           | 2                                                                        | 2                                                                        | 2                                                                        | 2                                                                        | 2                                                                        | 2                                                                        | 2                                                                        |
| Capacidade                                                      | 181 (3 classes) 224 (2 classes) 255; opcional 290 (1 classe)             | 181 (3 classes) 224 (2 classes) 255; opcional 290 (1 classe)             | N/A                                                                      | 218 (3 classes) 269 (2 classes) 350 (1 classe)                           | 218 (3 classes) 269 (2 classes) 350 (1 classe)                           | N/A                                                                      | 245 (3 classes) 304 (2 classes) 375 (1 classe)                           |
| Capacidade de Carga                                             | 2 875 ft³ (81,4 m³) 22 LD2s                                              | 2 875 ft³ (81,4 m³) 22 LD2s                                              | 2 875 ft³ (81,4 m³) 22 LD2s                                              | 3 770 ft³ (106,8 m³) 30 LD2s                                             | 3 770 ft³ (106,8 m³) 30 LD2s                                             | 15 469 ft³ (438 m³) 30 LD2s + 24 pallets                                 | 4 580 ft³ (129,6 m³) 38 LD2s                                             |
| Comprimento                                                     | 159 ft 2 in (48,5 m)                                                     | 159 ft 2 in (48,5 m)                                                     | 159 ft 2 in (48,5 m)                                                     | 180 ft 3 in (54,9 m)                                                     | 180 ft 3 in (54,9 m)                                                     | 180 ft 3 in (54,9 m)                                                     | 201 ft 4 in (61,4 m)                                                     |
| Envergadura                                                     | 156 ft 1 in (47,6 m)                                                     | 156 ft 1 in (47,6 m)                                                     | 156 ft 1 in (47,6 m)                                                     | 156 ft 1 in (47,6 m)                                                     | 156 ft 1 in (47,6 m)                                                     | 156 ft 1 in (47,6 m)                                                     | 170 ft 4 in (51,9 m)                                                     |
| Superfície da asa                                               | 3 050 ft² (283,3 m²)                                                     | 3 050 ft² (283,3 m²)                                                     | 3 050 ft² (283,3 m²)                                                     | 3 050 ft² (283,3 m²)                                                     | 3 050 ft² (283,3 m²)                                                     | 3 050 ft² (283,3 m²)                                                     | 3 130 ft ² (290,7 m²)                                                    |
| Altura da Fuselagem                                             | 17 ft 9 in (5,41 m)                                                      | 17 ft 9 in (5,41 m)                                                      | 17 ft 9 in (5,41 m)                                                      | 17 ft 9 in (5,41 m)                                                      | 17 ft 9 in (5,41 m)                                                      | 17 ft 9 in (5,41 m)                                                      | 17 ft 9 in (5,41 m)                                                      |
| Largura da Fuselagem                                            | 16 ft 6 in (5,03 m)                                                      | 16 ft 6 in (5,03 m)                                                      | 16 ft 6 in (5,03 m)                                                      | 16 ft 6 in (5,03 m)                                                      | 16 ft 6 in (5,03 m)                                                      | 16 ft 6 in (5,03 m)                                                      | 16 ft 6 in (5,03 m)                                                      |
| Largura da Cabine (interior)                                    | 15 ft 6 in (4,72 m)                                                      | 15 ft 6 in (4,72 m)                                                      | 15 ft 6 in (4,72 m)                                                      | 15 ft 6 in (4,72 m)                                                      | 15 ft 6 in (4,72 m)                                                      | 15 ft 6 in (4,72 m)                                                      | 15 ft 6 in (4,72 m)                                                      |
| Capacidade Máxima de Combustível                                | 63 216 Litros                                                            | 91 228 Litros                                                            | 67 045 Litros                                                            | 63 216 Litros                                                            | 91 228 Litros                                                            | 91 228 Litros                                                            | 91 228 Litros                                                            |
| Peso Básico Operacional                                         | 176 650 lb (80 130 kg)                                                   | 181 610 lb (82 380 kg)                                                   | 166 013 lb (75 302 kg)                                                   | 189 750 lb (86 070 kg)                                                   | 198 440 lb (90 010 kg)                                                   | 190 000 lb (86 180 kg)                                                   | 229 000 lb (103 870 kg)                                                  |
| Peso Máximo de Descolagem (MTOW)                                | 315 000 lb (142 880 kg)                                                  | 395 000 lb (179 170 kg)                                                  | 351 000 lb (159 210 kg)                                                  | 350 000 lb (158 760 kg)                                                  | 412 000 lb (186 880 kg)                                                  | 412 000 lb (186 880 kg)                                                  | 450 000 lb (204 120 kg)                                                  |
| Alcance Máximo no MTOW                                          | 3 850 nm (7 300 km)                                                      | 6 385 nm (11 825 km)                                                     | 4 260 nm (7 900 km)                                                      | 5 990 nm (11 065 km)                                                     | 3 255 nm (6 032 km)                                                      | 5 625 nm (10 415 km)                                                     |                                                                          |
| Velocidade de Cruzeiro                                          | Mach 0,80 (470 nós, 530 mph, 851 km/h a 10 668 m [altitude de cruzeiro]) | Mach 0,80 (470 nós, 530 mph, 851 km/h a 10 668 m [altitude de cruzeiro]) | Mach 0,80 (470 nós, 530 mph, 851 km/h a 10 668 m [altitude de cruzeiro]) | Mach 0,80 (470 nós, 530 mph, 851 km/h a 10 668 m [altitude de cruzeiro]) | Mach 0,80 (470 nós, 530 mph, 851 km/h a 10 668 m [altitude de cruzeiro]) | Mach 0,80 (470 nós, 530 mph, 851 km/h a 10 668 m [altitude de cruzeiro]) | Mach 0,80 (470 nós, 530 mph, 851 km/h a 10 668 m [altitude de cruzeiro]) |
| Velocidade Máxima de Cruzeiro                                   | Mach 0,86 (493 nós, 567 mph, 913 km/h a 10 668 m [altitude de cruzeiro]) | Mach 0,86 (493 nós, 567 mph, 913 km/h a 10 668 m [altitude de cruzeiro]) | Mach 0,86 (493 nós, 567 mph, 913 km/h a 10 668 m [altitude de cruzeiro]) | Mach 0,86 (493 nós, 567 mph, 913 km/h a 10 668 m [altitude de cruzeiro]) | Mach 0,86 (493 nós, 567 mph, 913 km/h a 10 668 m [altitude de cruzeiro]) | Mach 0,86 (493 nós, 567 mph, 913 km/h a 10 668 m [altitude de cruzeiro]) | Mach 0,86 (493 nós, 567 mph, 913 km/h a 10 668 m [altitude de cruzeiro]) |
| Distância de Decolagem no MTOW (nível do mar, Atmosfera padrão) | 5 800 ft (1 768 m)                                                       | 9,000 ft (2 743 m)                                                       |                                                                          | 7,900 ft (2 410 m)                                                       | 8 300 ft (2 530 m)                                                       | 8 600 ft (2 621 m)                                                       | 10 200 ft (3 109 m)                                                      |
| Motorização (x2)                                                | P&W JT9D-7R4 P&W PW4000-94 GE CF6-80A GE CF6-80C2                        | P&W PW4000-94 GE CF6-80C2                                                | GE CF6-80A                                                               | P&W JT9D-7R4 P&W PW4000-94 GE CF6-80A GE CF6-80C2                        | P&W PW4000-94 GE CF6-80C2 RR RB211-524H                                  | P&W PW4000-94 GE CF6-80C2 RR RB211-524H                                  | P&W PW4000-94 GE CF6-80C2                                                |
| Potência (x2)                                                   | GE: 50 000 lbf (222 kN)                                                  | PW: 63,300 lb (282 kN) GE: 62 100 lbf (276 kN)                           | GE: 50 000 lbf (222 kN)                                                  | PW: 50 000 lbf (220 kN)                                                  | PW: 63 300 lbf (282 kN) GE: 62 100 lbf (276 kN) RR: 59 500 lbf (265 kN)  | PW: 63 300 lbf (282 kN) GE: 62 100 lbf (276 kN) RR: 59 500 lbf (265 kN)  | PW: 63 300 lbf (282 kN) GE: 63 500 lbf (282 kN)                          |

Fontes: Boeing 767 airport planning report, Boeing 767 specifications e outras fontes